# Lista gatunków z rodzaju eukaliptus

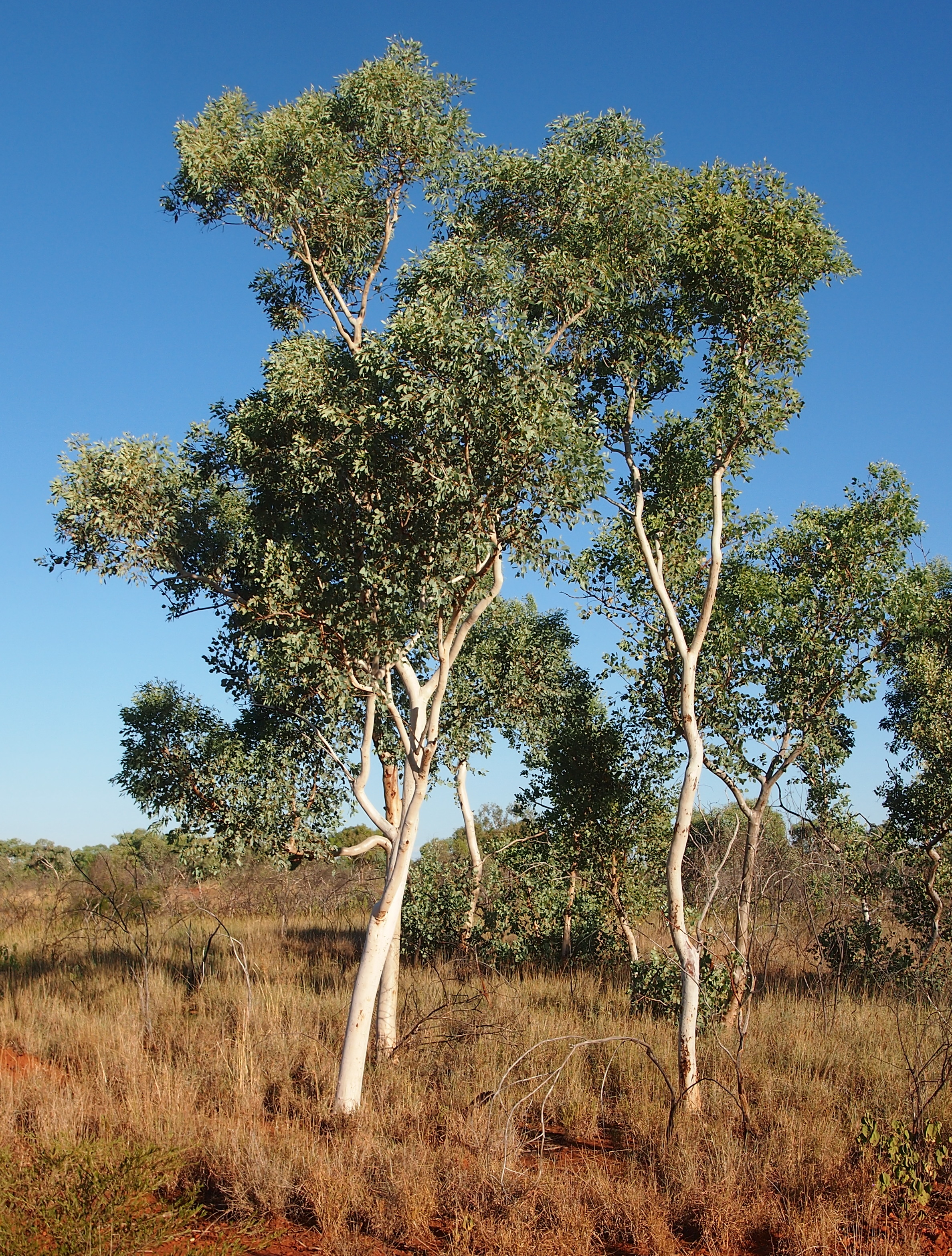
Eucalyptus alba

Lista gatunków z rodzaju eukaliptus Eucalyptus – lista gatunków rodzaju roślin należącego do rodziny mirtowatych. Według bazy taksonomicznej Plants of the World Online do rodzaju należy 713 gatunków.
Wykaz gatunków

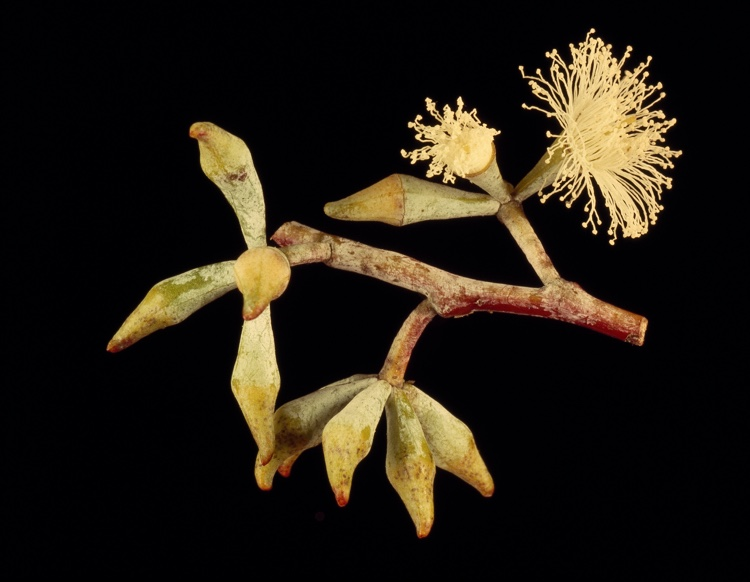
Eucalyptus albens

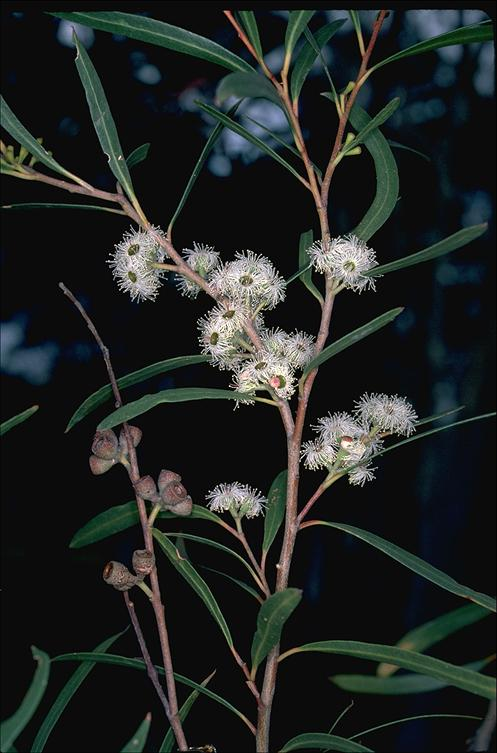
Eucalyptus approximans

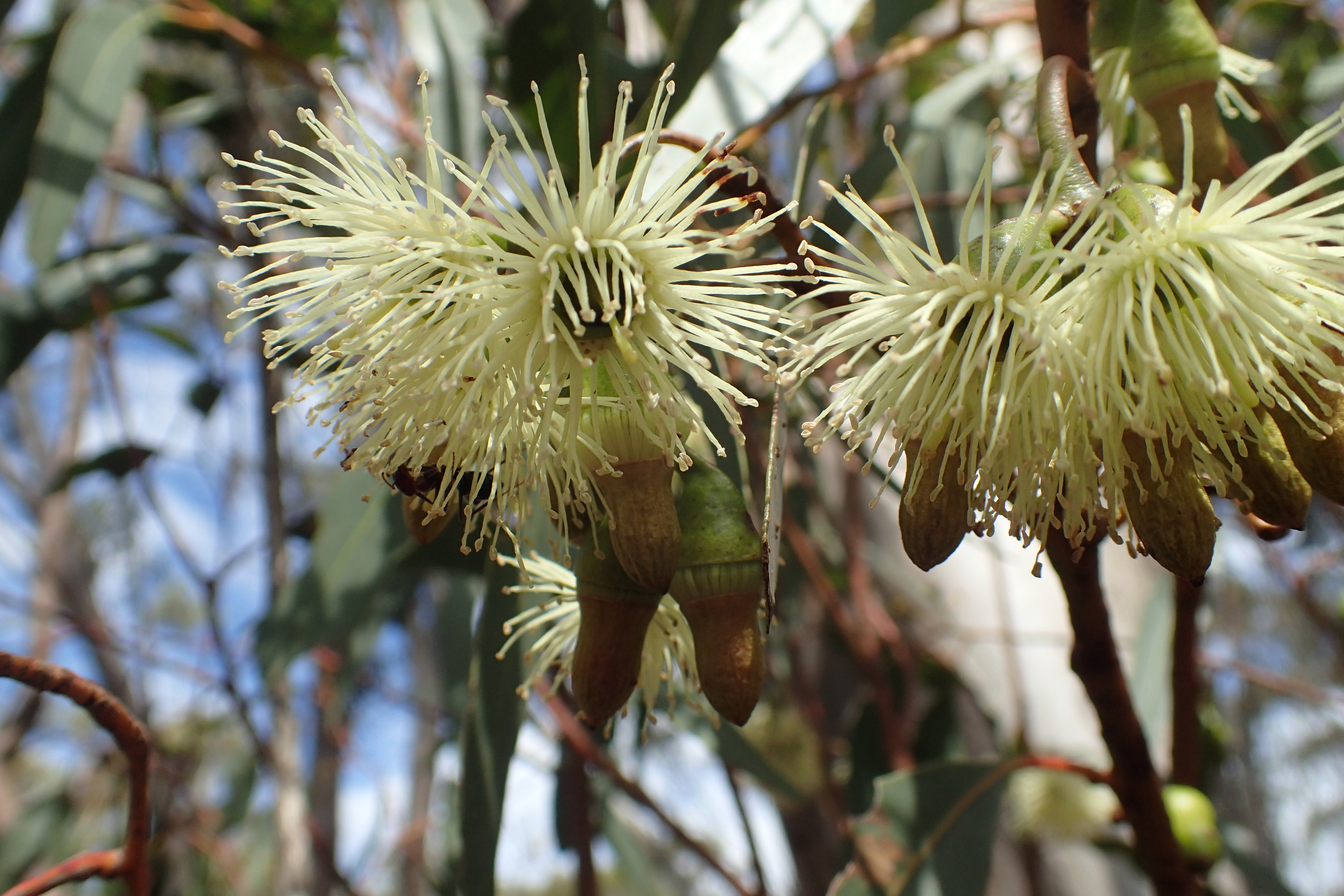
Eucalyptus astringens

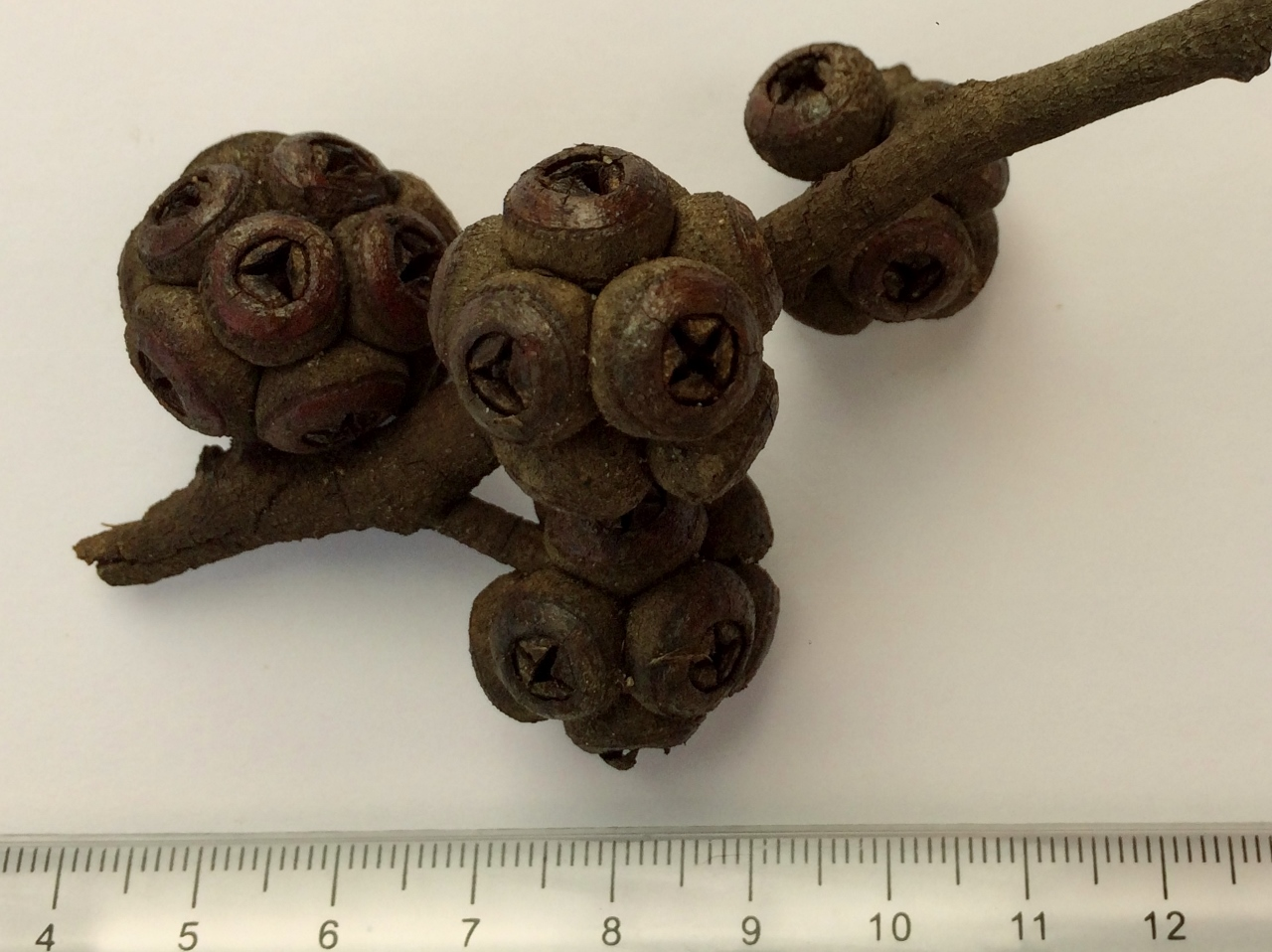
Eucalyptus baxteri

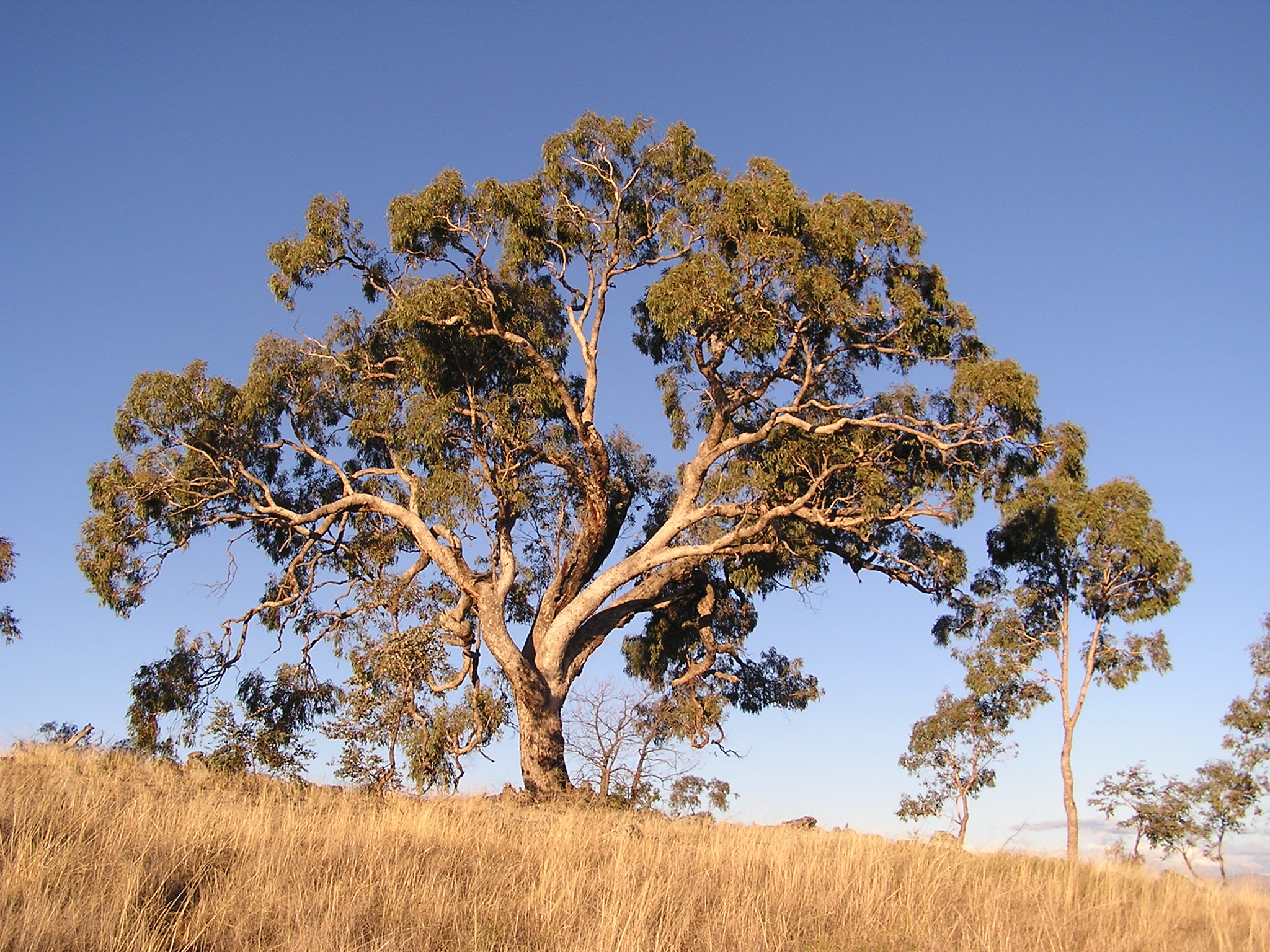
Eucalyptus bridgesiana

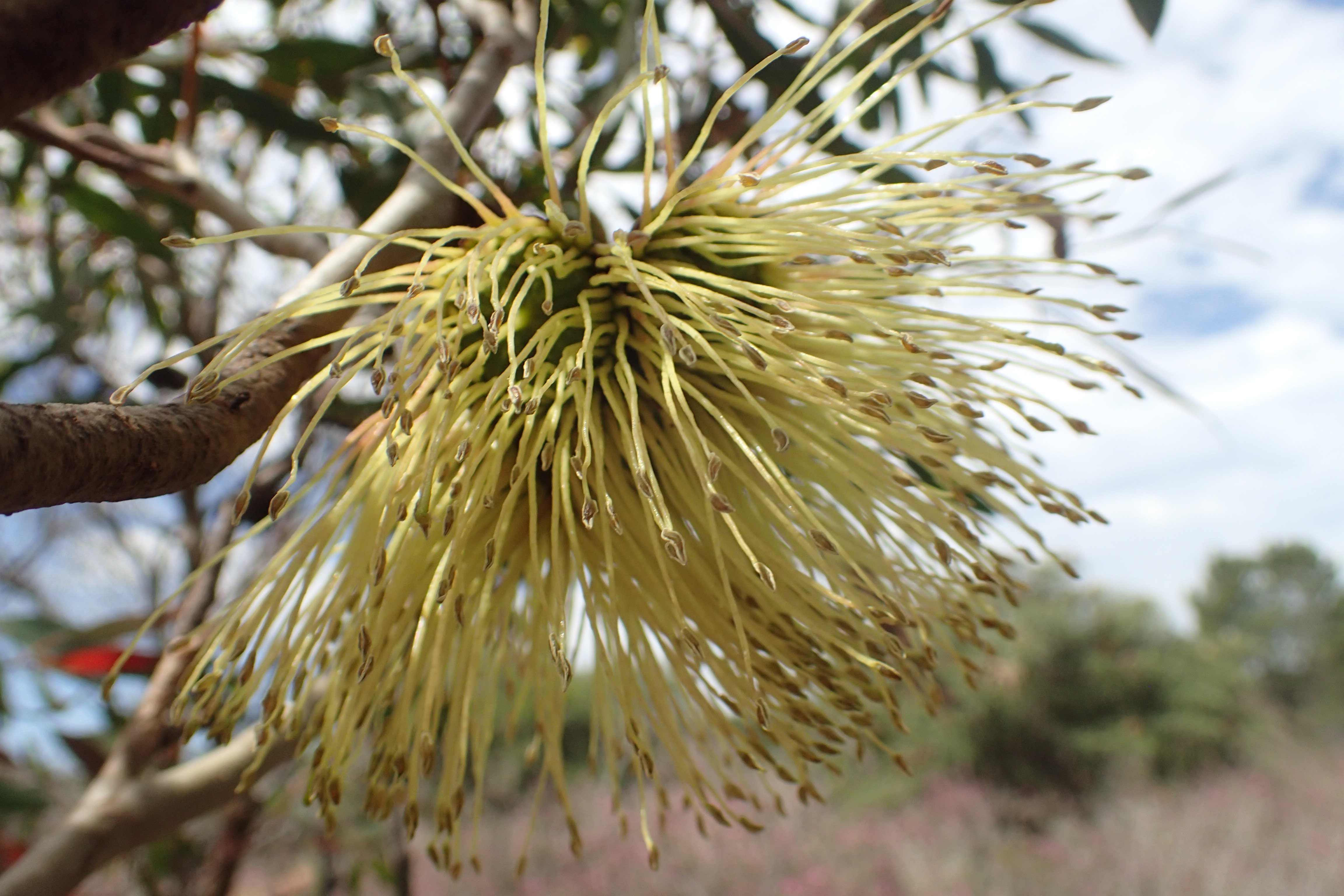
Eucalyptus burdettiana

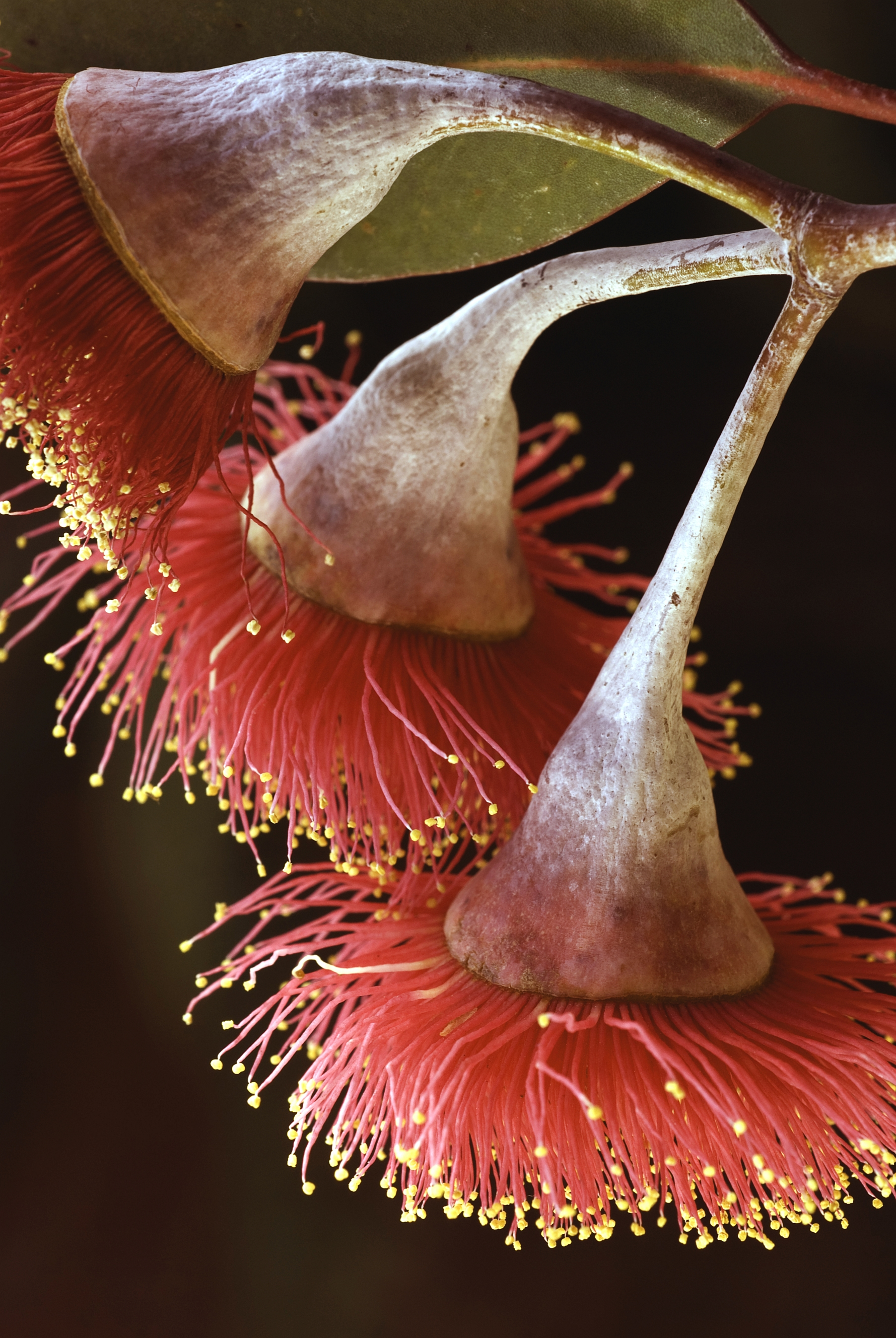
Eucalyptus caesia

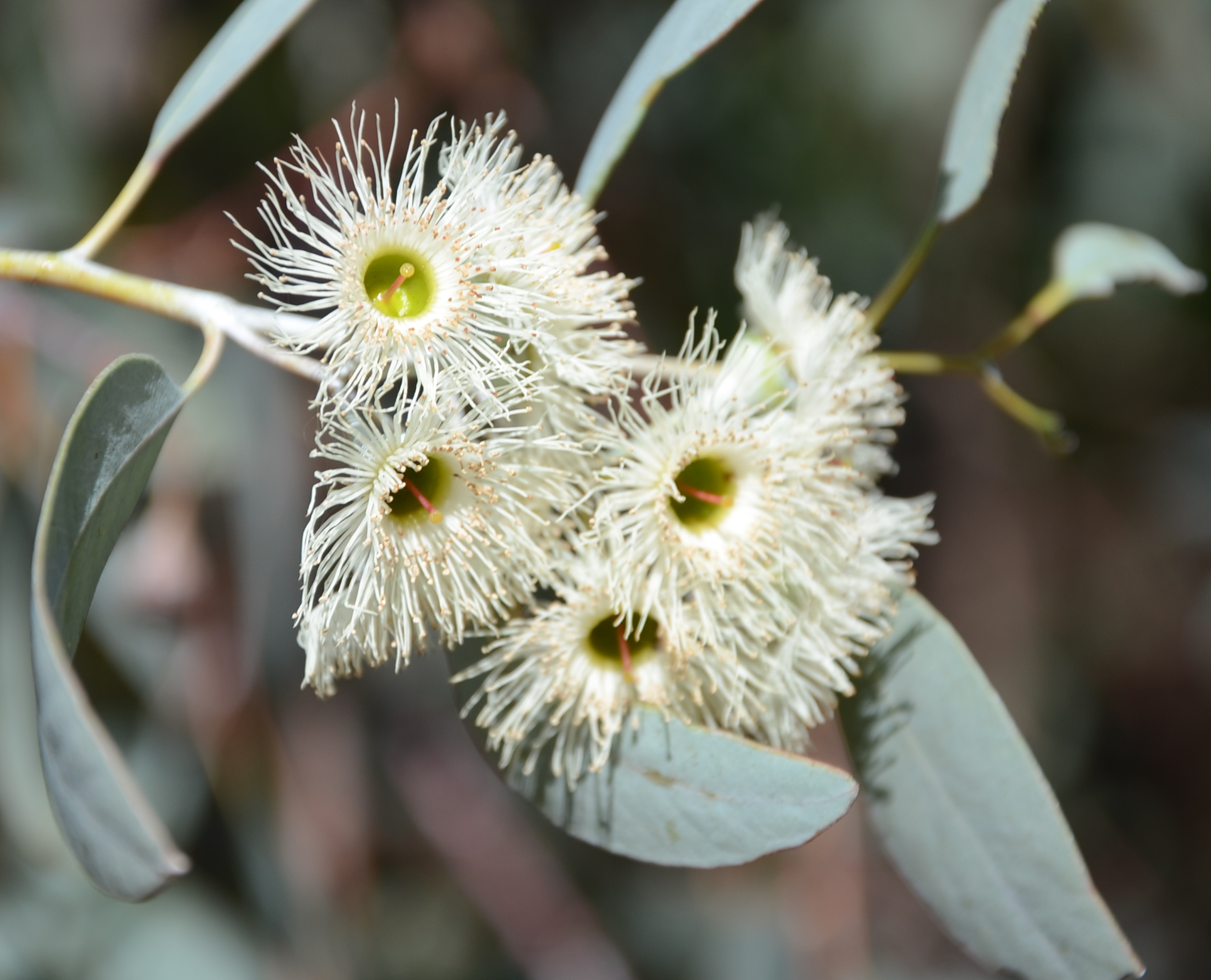
Eucalyptus caleyi

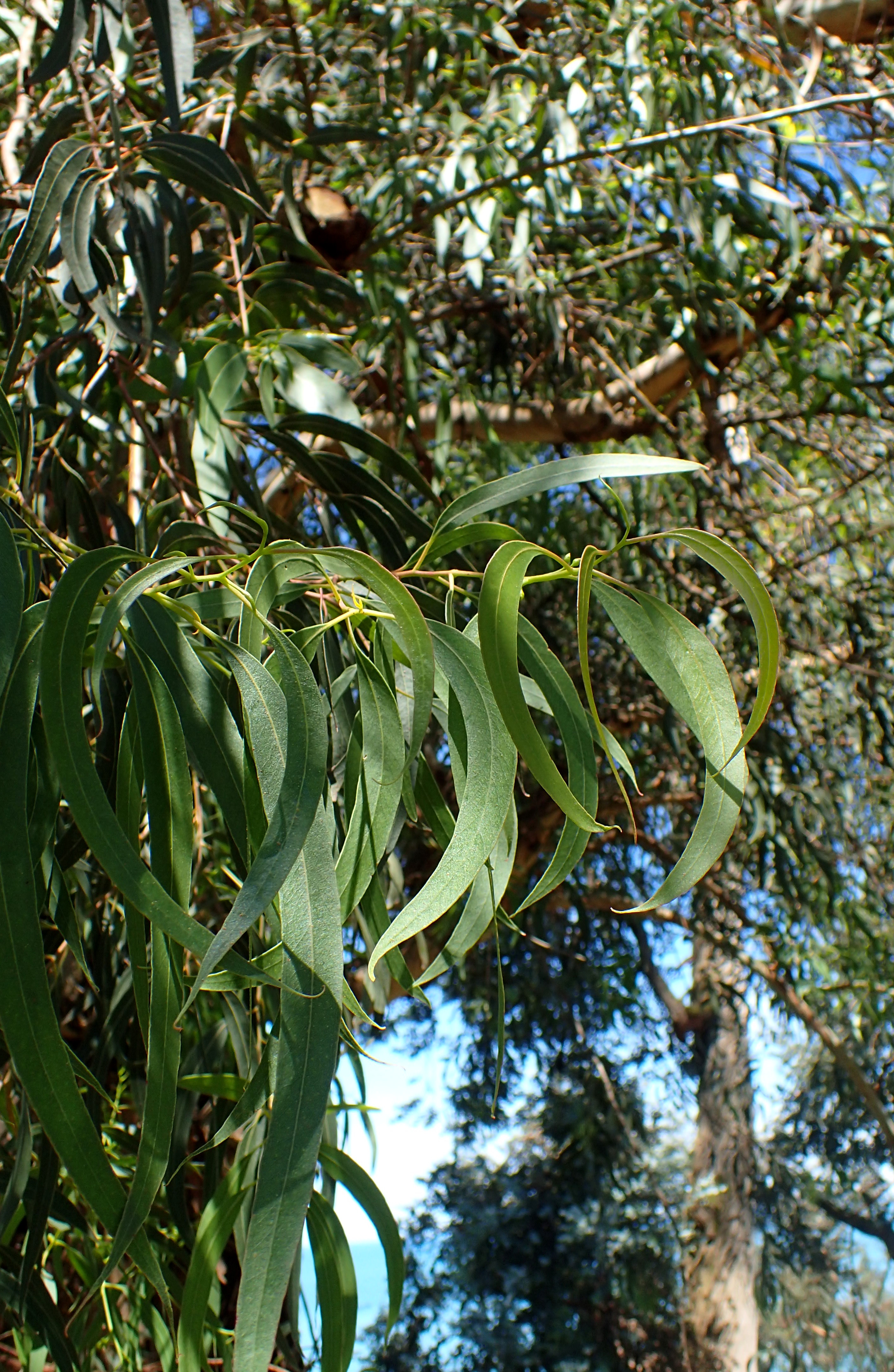
Eucalyptus camaldulensis

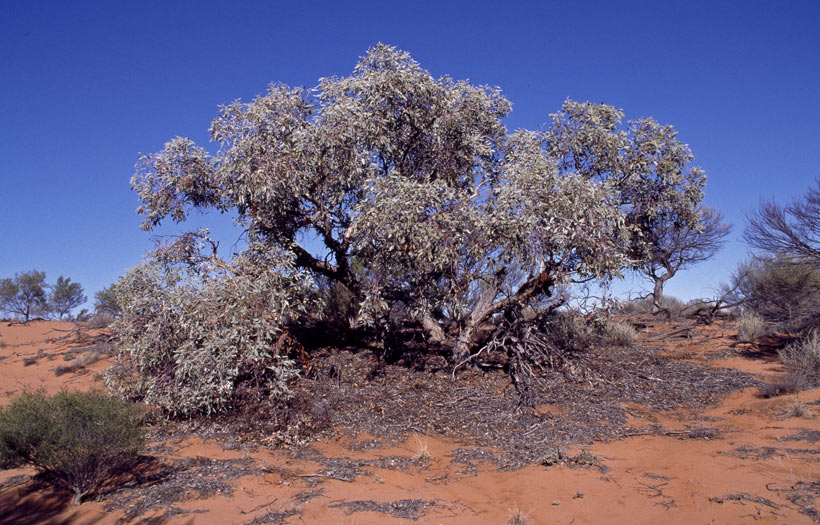
Eucalyptus canescens

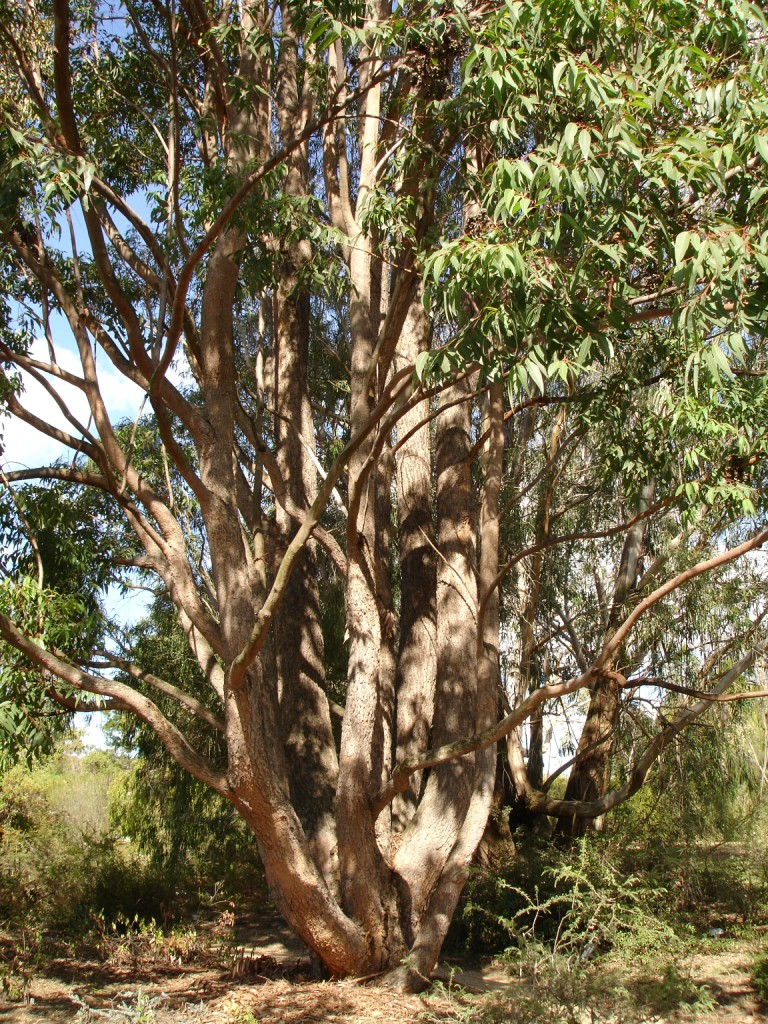
Eucalyptus cloeziana

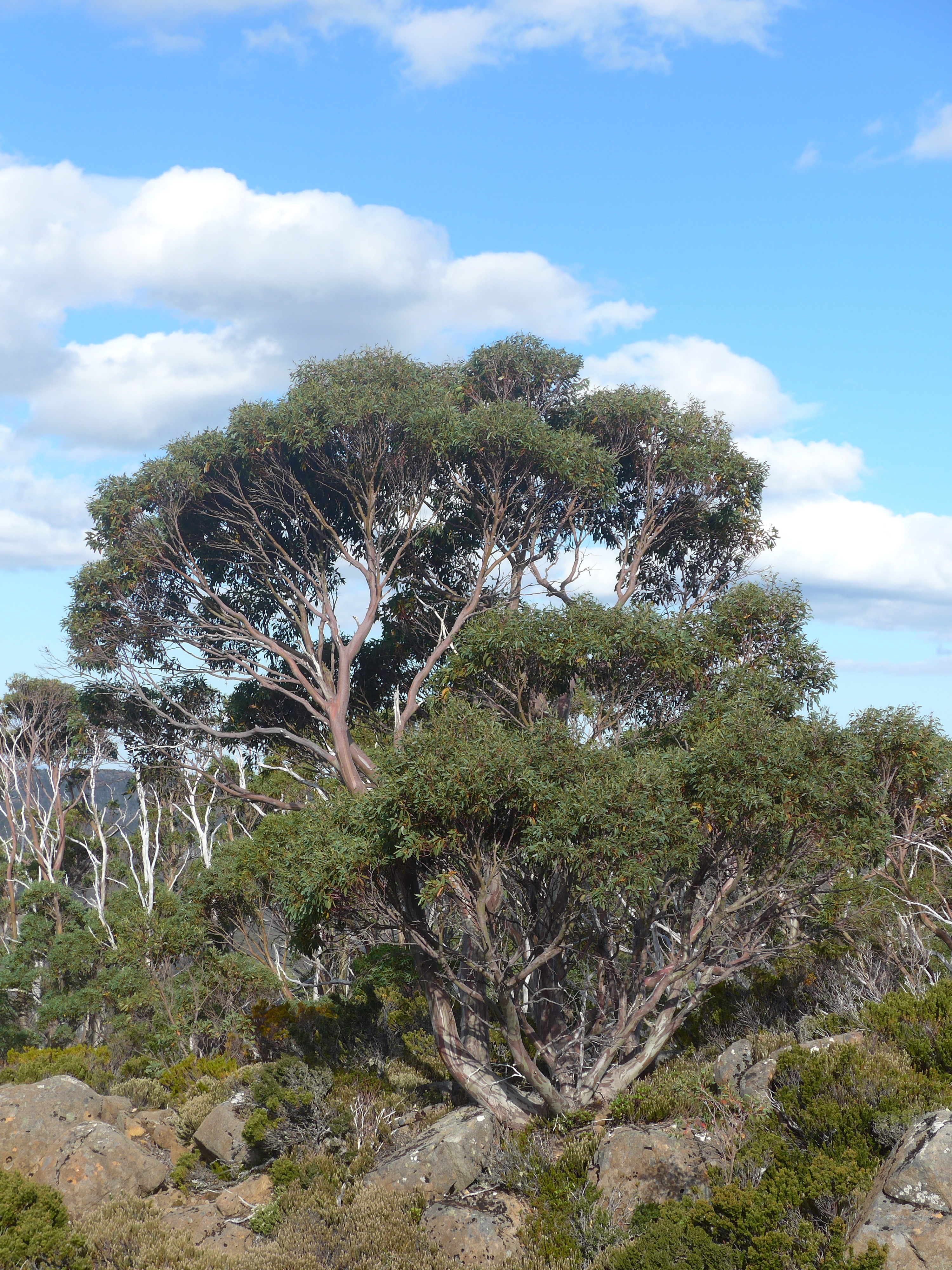
Eucalyptus coccifera

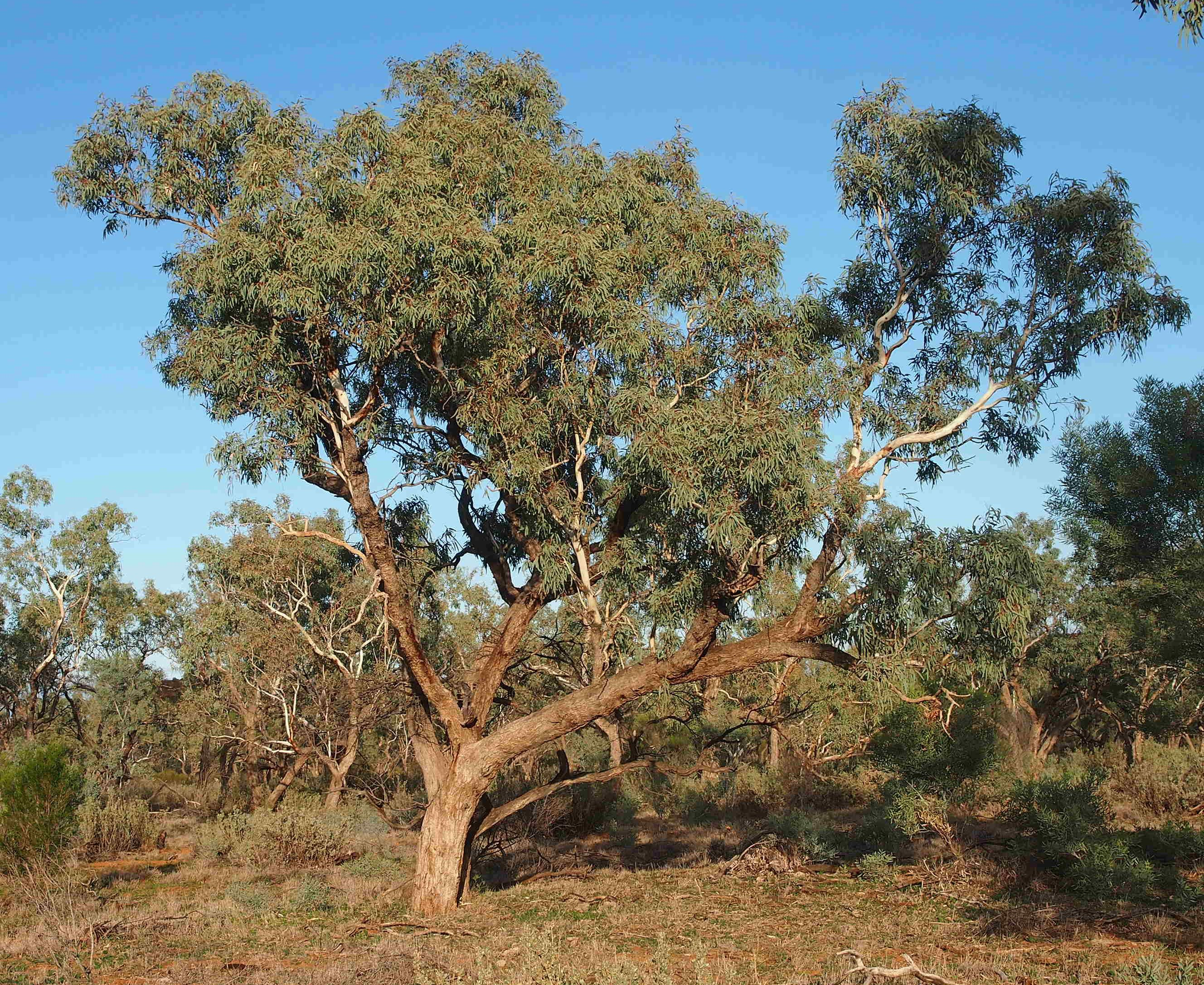
Eucalyptus coolibah

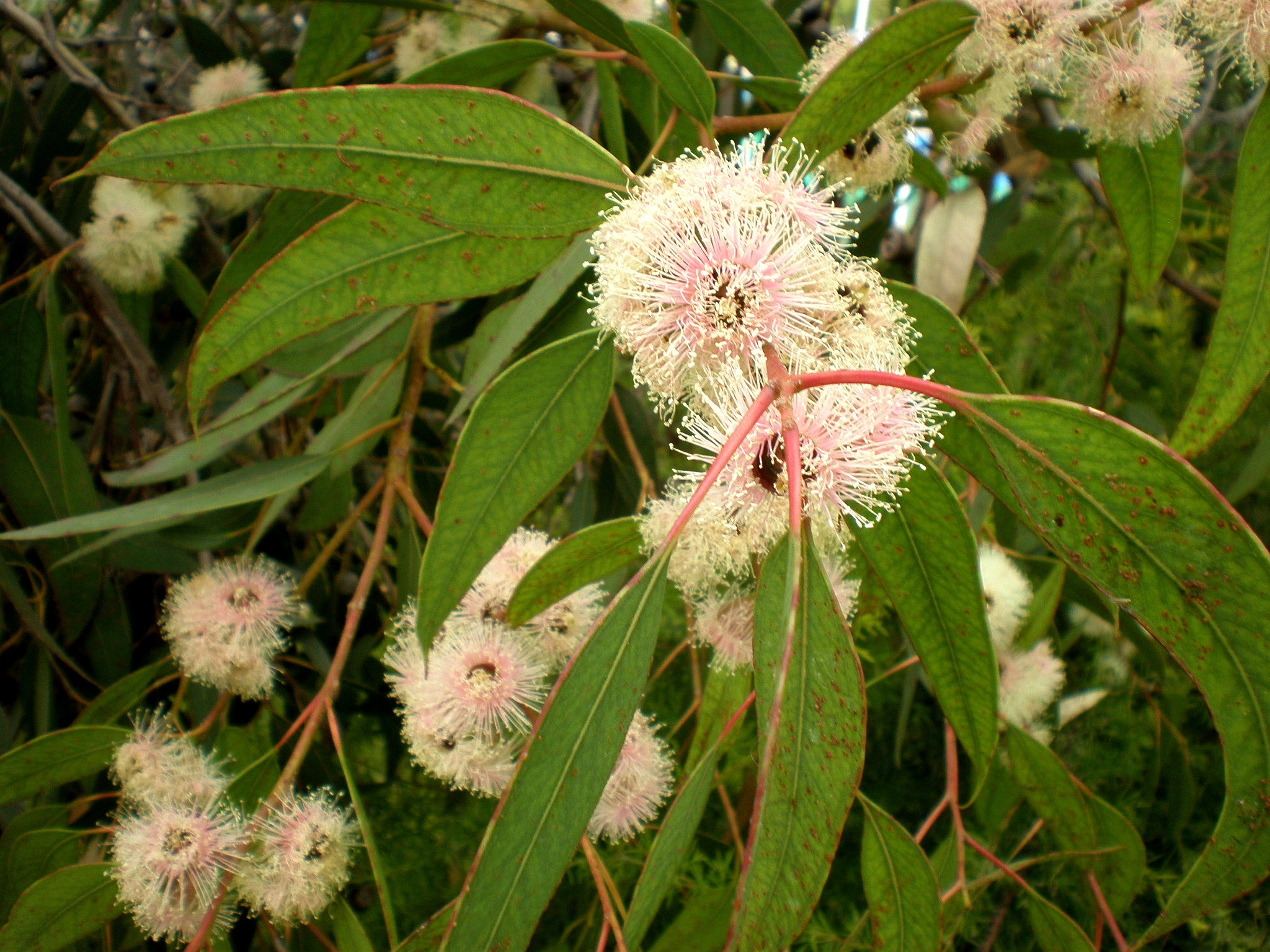
Eucalyptus cosmophylla

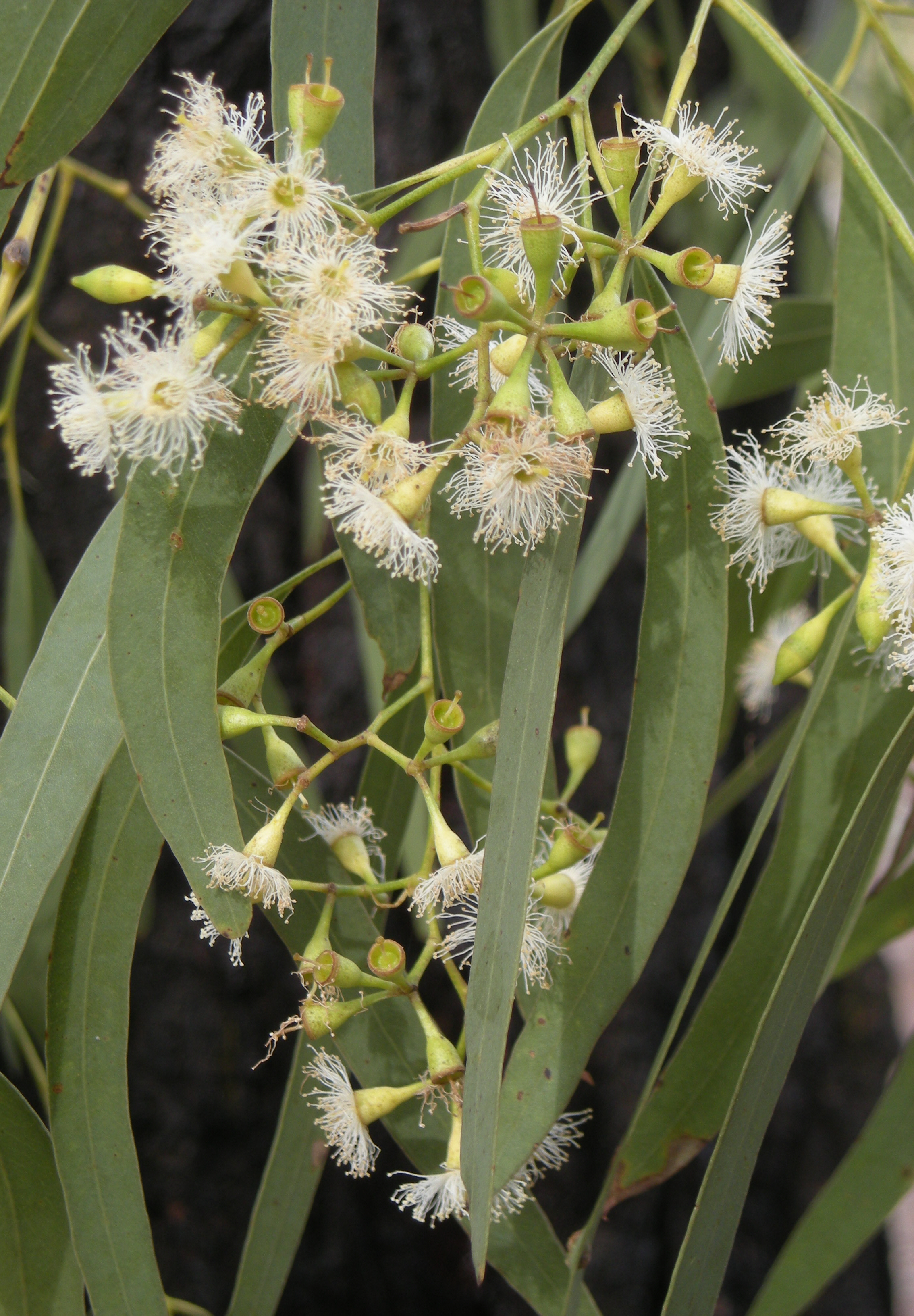
Eucalyptus crebra

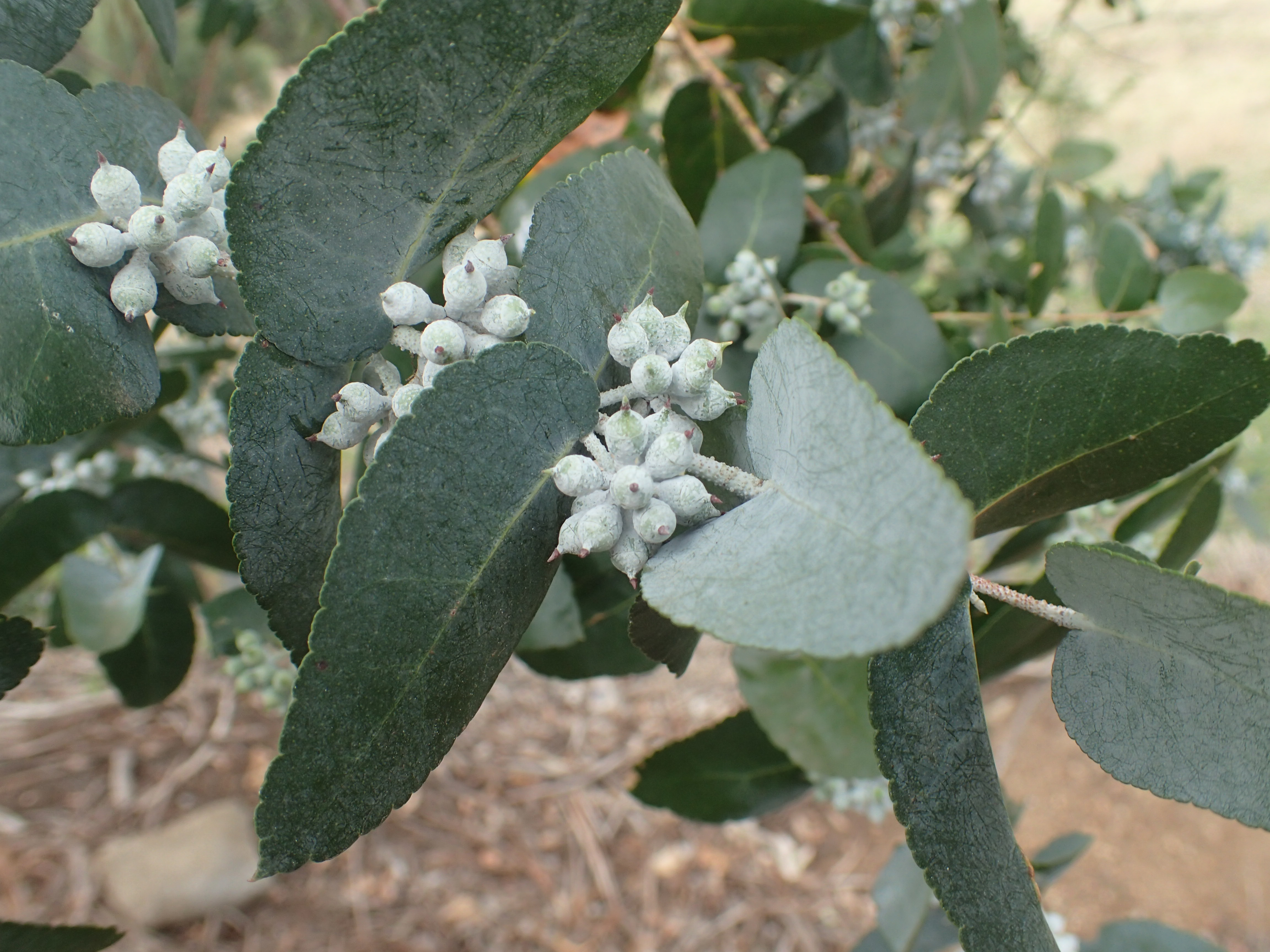
Eucalyptus crenulata

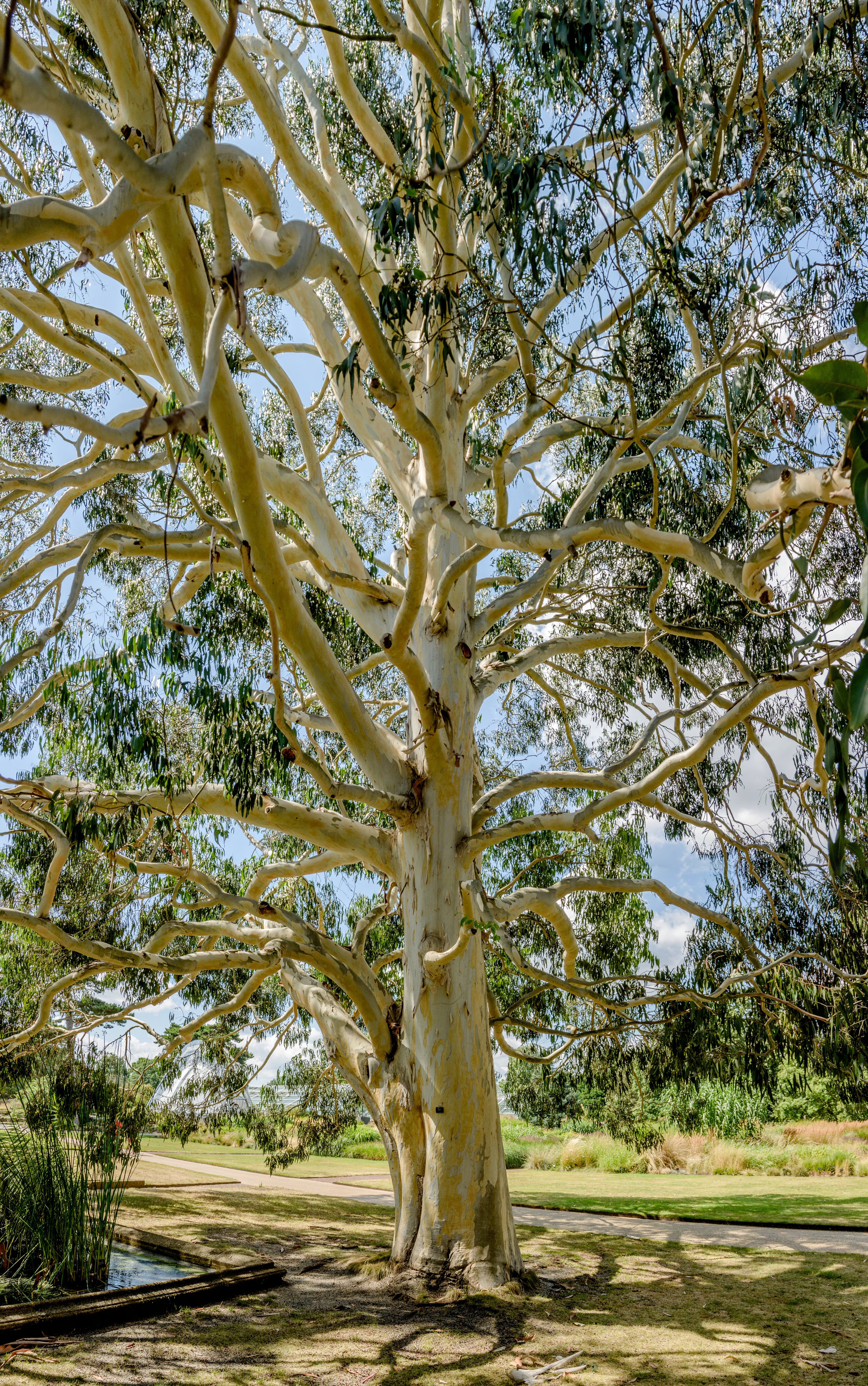
Eucalyptus dalrympleana

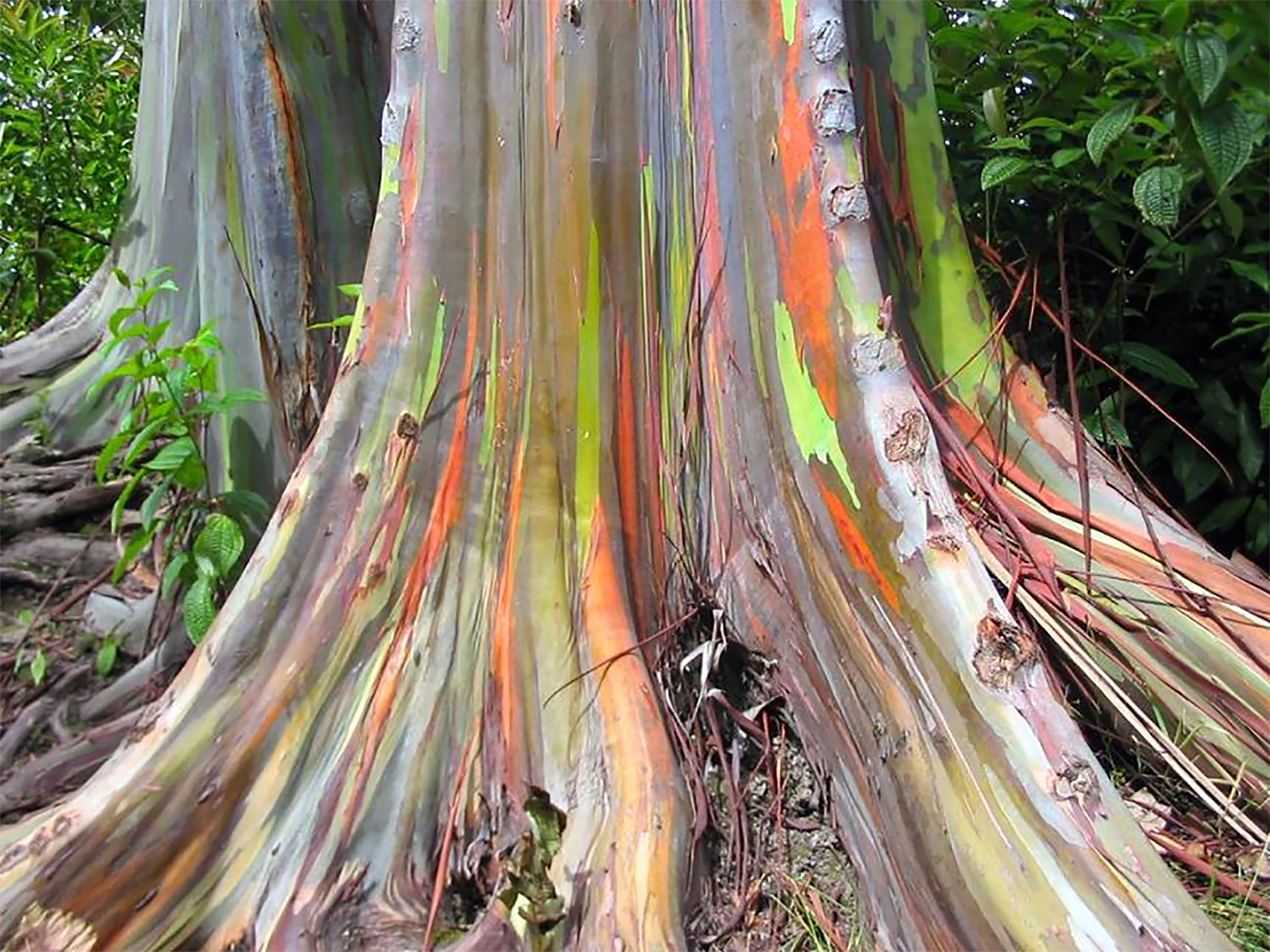
Eucalyptus deglupta

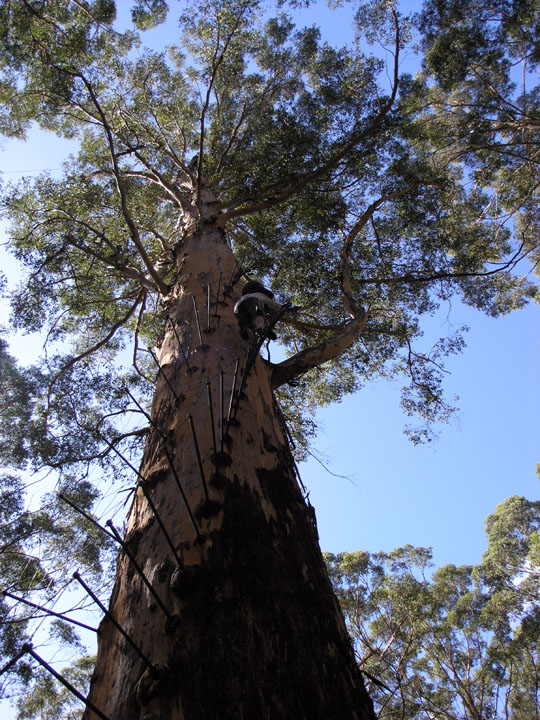
Eucalyptus diversicolor

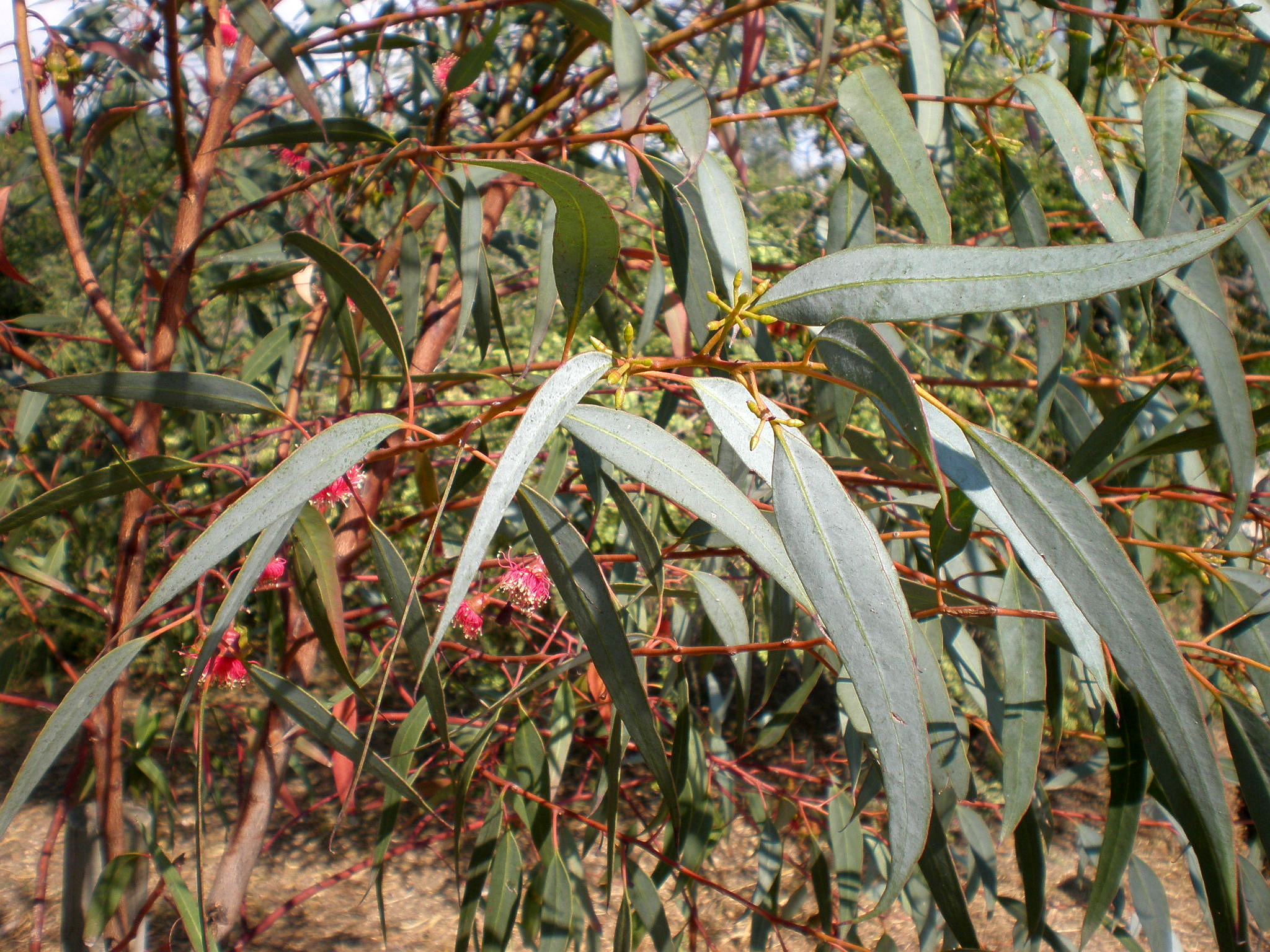
Eucalyptus diversifolia

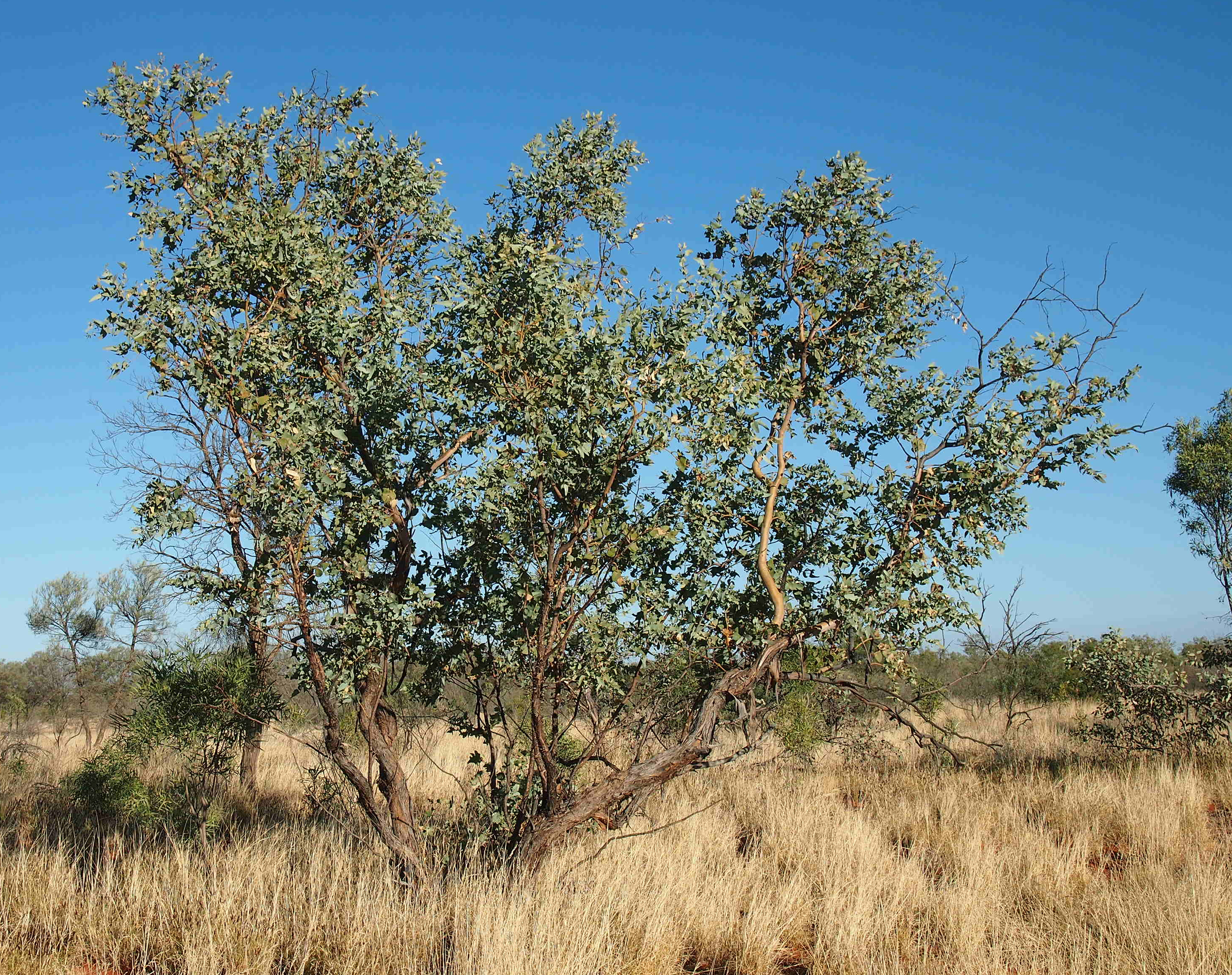
Eucalyptus gamophylla

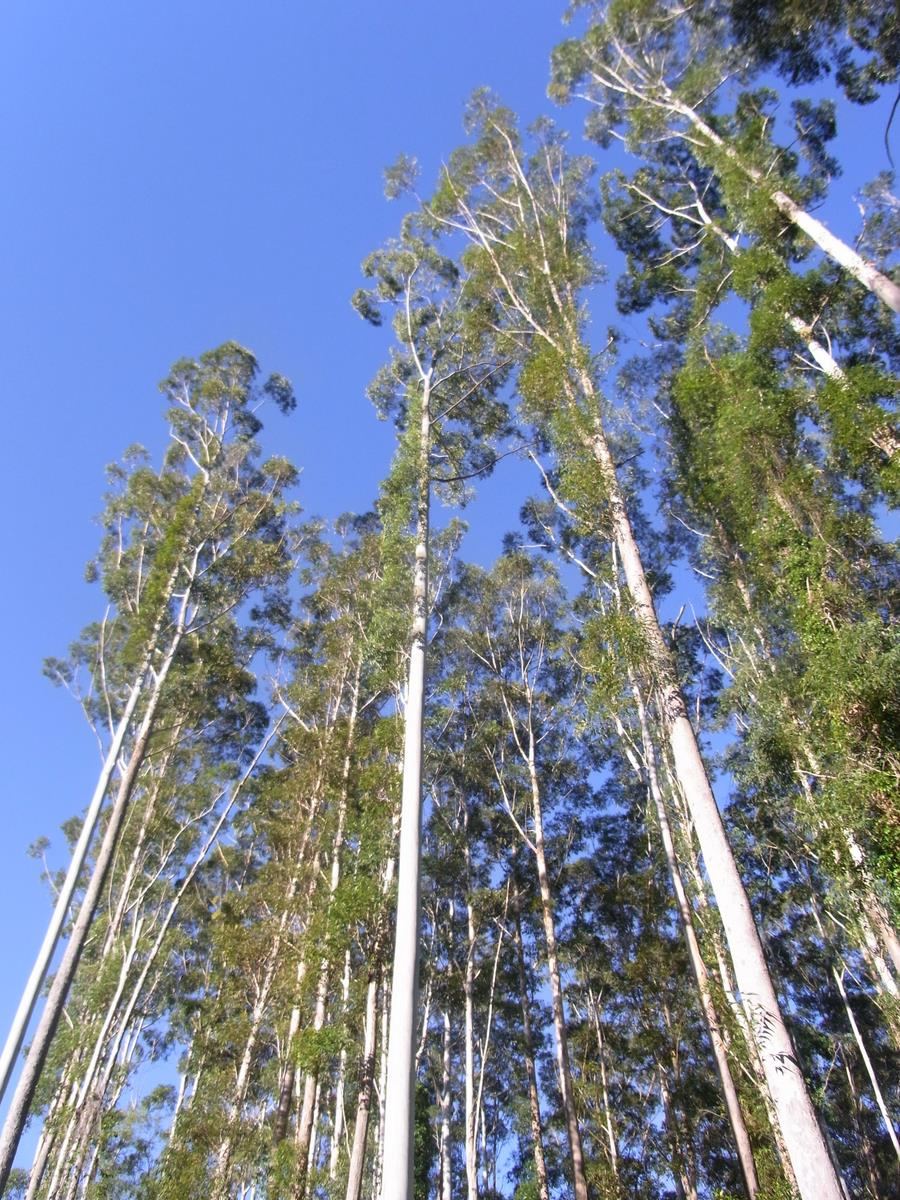
Eucalyptus grandis

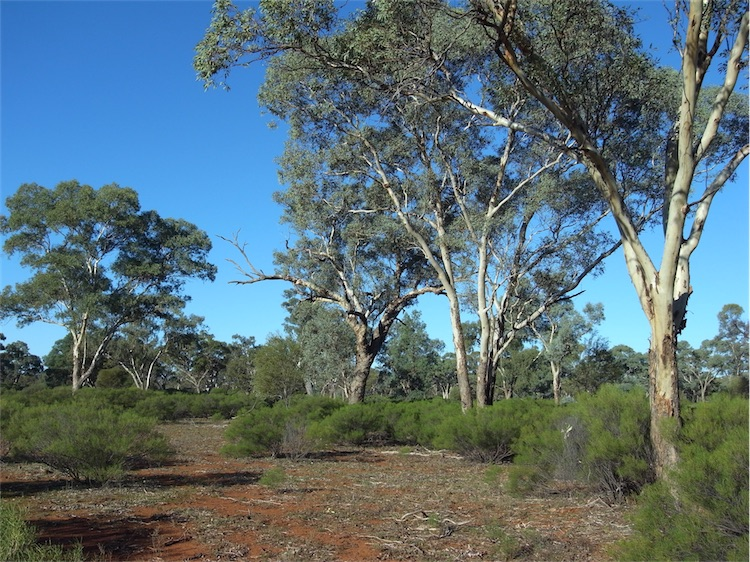
Eucalyptus intertexta

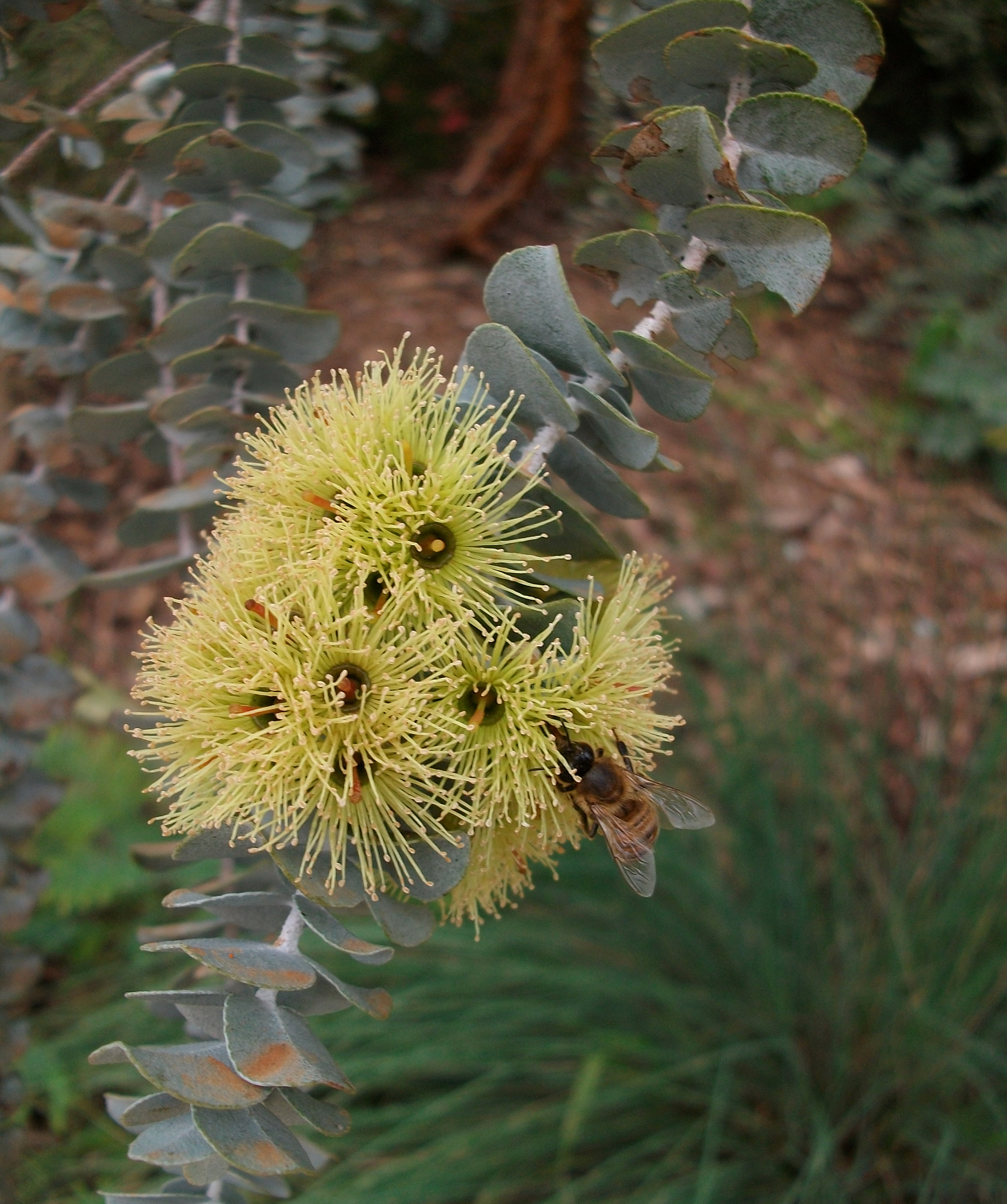
Eucalyptus kruseana

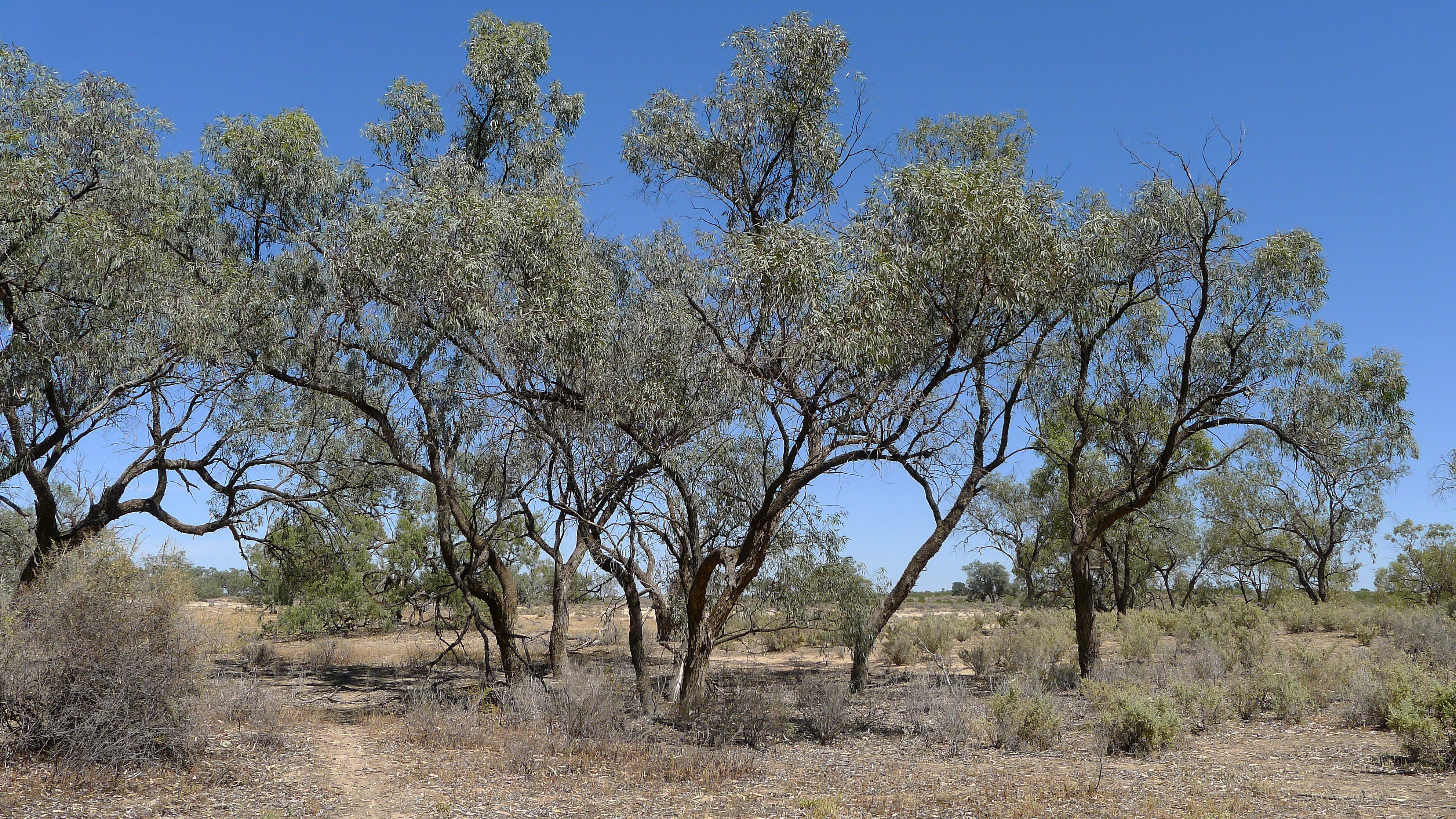
Eucalyptus largiflorens

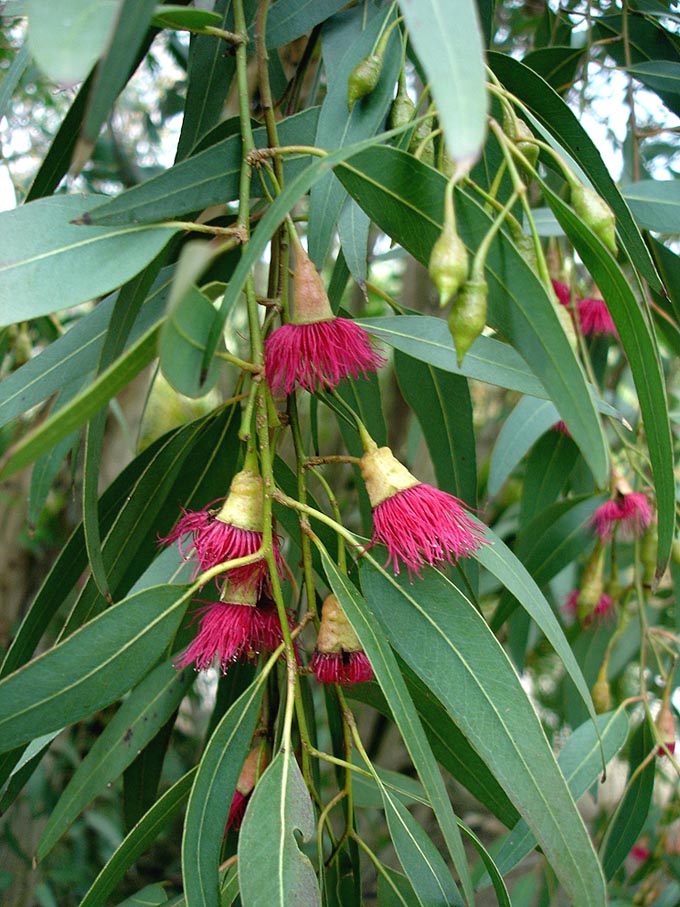
Eucalyptus leucoxylon

- Eucalyptus abdita Brooker & Hopper
- Eucalyptus absita Grayling & Brooker
- Eucalyptus acaciiformis H.Deane & Maiden
- Eucalyptus accedens W.Fitzg.
- Eucalyptus acies Brooker
- Eucalyptus acmenoides S.Schauer
- Eucalyptus acroleuca L.A.S.Johnson & K.D.Hill
- Eucalyptus adesmophloia (Brooker & Hopper) D.Nicolle & M.E.French
- Eucalyptus × adjuncta Maiden
- Eucalyptus × aequans Blakely
- Eucalyptus aequioperta Brooker & Hopper
- Eucalyptus × affinis H.Deane & Maiden
- Eucalyptus agglomerata Maiden
- Eucalyptus aggregata H.Deane & Maiden
- Eucalyptus alaticaulis R.J.Watson & Ladiges
- Eucalyptus alba Reinw. ex Blume – eukaliptus biały
- Eucalyptus albens Benth.
- Eucalyptus albida Maiden & Blakely
- Eucalyptus albopurpurea (Boomsma) D.Nicolle
- Eucalyptus × algeriensis A.Vilm. ex Trab. – eukaliptus algierski
- Eucalyptus alipes (L.A.S.Johnson & K.D.Hill) D.Nicolle & Brooker
- Eucalyptus alligatrix L.A.S.Johnson & K.D.Hill
- Eucalyptus alpina Lindl.
- Eucalyptus × ambigua DC.
- Eucalyptus ammophila Brooker & Slee
- Eucalyptus amplifolia Naudin
- Eucalyptus amygdalina Labill.
- Eucalyptus anceps (Maiden) Blakely
- Eucalyptus ancophila L.A.S.Johnson & K.D.Hill
- Eucalyptus andrewsii Maiden
- Eucalyptus angophoroides R.T.Baker
- Eucalyptus angularis Brooker & Hopper
- Eucalyptus angulosa S.Schauer
- Eucalyptus angustissima F.Muell.
- Eucalyptus annettae D.Nicolle & M.E.French
- Eucalyptus annulata Benth.
- Eucalyptus annuliformis Grayling & Brooker
- Eucalyptus × anomala Blakely
- Eucalyptus apiculata R.T.Baker & H.G.Sm.
- Eucalyptus apodophylla Blakely & Jacobs
- Eucalyptus apothalassica L.A.S.Johnson & K.D.Hill
- Eucalyptus approximans Maiden
- Eucalyptus aquatica (Blakely) L.A.S.Johnson & K.D.Hill
- Eucalyptus aquilina Brooker
- Eucalyptus arachnaea Brooker & Hopper
- Eucalyptus arborella Brooker & Hopper
- Eucalyptus arcana (D.Nicolle & Brooker) Rule
- Eucalyptus archeri Maiden & Blakely
- Eucalyptus arenacea Marginson & Ladiges
- Eucalyptus arenicola Rule
- Eucalyptus argillacea W.Fitzg.
- Eucalyptus argophloia Blakely
- Eucalyptus argutifolia Grayling & Brooker
- Eucalyptus aridimontana D.Nicolle & M.E.French
- Eucalyptus armillata D.Nicolle & M.E.French
- Eucalyptus aromaphloia L.D.Pryor & J.H.Willis
- Eucalyptus articulata Brooker & Hopper
- Eucalyptus aspersa Brooker & Hopper
- Eucalyptus aspratilis L.A.S.Johnson & K.D.Hill
- Eucalyptus assimilans L.A.S.Johnson & K.D.Hill
- Eucalyptus astringens (Maiden) Maiden
- Eucalyptus atrata L.A.S.Johnson & K.D.Hill
- Eucalyptus × auburnensis Maiden
- Eucalyptus aurifodina Rule
- Eucalyptus badjensis Beuzev. & M.B.Welch
- Eucalyptus baeuerlenii F.Muell.
- Eucalyptus baileyana F.Muell.
- Eucalyptus baiophylla D.Nicolle & Brooker
- Eucalyptus bakeri Maiden
- Eucalyptus × balanites Grayling & Brooker
- Eucalyptus × balanopelex L.A.S.Johnson & K.D.Hill
- Eucalyptus balladoniensis Brooker
- Eucalyptus bancroftii (Maiden) Maiden
- Eucalyptus banksii Maiden
- Eucalyptus barberi L.A.S.Johnson & Blaxell
- Eucalyptus barklyensis L.A.S.Johnson & K.D.Hill
- Eucalyptus × barmedmanensis Maiden
- Eucalyptus baudiniana D.J.Carr & S.G.M.Carr
- Eucalyptus baueriana S.Schauer
- Eucalyptus baxteri (Benth.) Maiden & Blakely ex J.M.Black
- Eucalyptus beaniana L.A.S.Johnson & K.D.Hill
- Eucalyptus beardiana Brooker & Blaxell
- Eucalyptus × beaselyi Blakely
- Eucalyptus behriana F.Muell.
- Eucalyptus × bennettiae D.J.Carr & S.G.M.Carr
- Eucalyptus bensonii L.A.S.Johnson & K.D.Hill
- Eucalyptus benthamii Maiden & Cambage
- Eucalyptus beyeri R.T.Baker
- Eucalyptus beyeriana L.A.S.Johnson & K.D.Hill
- Eucalyptus bicolor A.Cunn. ex Hook.
- Eucalyptus bigalerita F.Muell.
- Eucalyptus × bipileata Blakely
- Eucalyptus biterranea L.A.S.Johnson & K.D.Hill
- Eucalyptus × blackburniana Maiden
- Eucalyptus blakelyi Maiden
- Eucalyptus blaxellii L.A.S.Johnson & K.D.Hill
- Eucalyptus blaxlandii Maiden & Cambage
- Eucalyptus boliviana J.B.Williams & K.D.Hill
- Eucalyptus × boormanii H.Deane & Maiden
- Eucalyptus bosistoana F.Muell.
- Eucalyptus botryoides Sm. – eukaliptus gronisty
- Eucalyptus brachyandra F.Muell.
- Eucalyptus brachycalyx Blakely
- Eucalyptus × brachyphylla C.A.Gardner
- Eucalyptus brandiana Hopper & McQuoid
- Eucalyptus brassiana S.T.Blake
- Eucalyptus brevifolia F.Muell.
- Eucalyptus brevipes Brooker
- Eucalyptus × brevirostris Blakely
- Eucalyptus brevistylis Brooker
- Eucalyptus bridgesiana R.T.Baker
- Eucalyptus brockwayi C.A.Gardner
- Eucalyptus brookeriana A.M.Gray
- Eucalyptus broviniensis A.R.Bean
- Eucalyptus brownii Maiden & Cambage
- Eucalyptus × bucknellii Cambage
- Eucalyptus bunyip Rule
- Eucalyptus buprestium F.Muell.
- Eucalyptus burdettiana Blakely & H.Steedman
- Eucalyptus burgessiana L.A.S.Johnson & Blaxell
- Eucalyptus burracoppinensis Maiden & Blakely
- Eucalyptus cadens J.D.Briggs & Crisp
- Eucalyptus caesia Benth.
- Eucalyptus calcareana Boomsma
- Eucalyptus calcicola Brooker
- Eucalyptus caleyi Maiden
- Eucalyptus calidissima S.A.J.Bell
- Eucalyptus caliginosa Blakely & McKie
- Eucalyptus × callanii Blakely
- Eucalyptus calycogona Turcz.
- Eucalyptus calyerup McQuoid & Hopper
- Eucalyptus camaldulensis Dehnh. – eukaliptus kamaldulski
- Eucalyptus cambageana Maiden
- Eucalyptus cameronii Blakely & McKie
- Eucalyptus camfieldii Maiden
- Eucalyptus × campanifructa Blakely
- Eucalyptus campanulata R.T.Baker & H.G.Sm.
- Eucalyptus campaspe S.Moore
- Eucalyptus camphora R.T.Baker – eukaliptus kamforowy
- Eucalyptus canaliculata Maiden
- Eucalyptus canescens Nicolle
- Eucalyptus canobolensis (L.A.S.Johnson & K.D.Hill) J.T.Hunter
- Eucalyptus capillosa Brooker & Hopper
- Eucalyptus capitanea L.A.S.Johnson & K.D.Hill
- Eucalyptus capitellata Sm.
- Eucalyptus captiosa Brooker & Hopper
- Eucalyptus × carnabyi Blakely & H.Steedman
- Eucalyptus carnea R.T.Baker
- Eucalyptus carnei C.A.Gardner
- Eucalyptus carolaniae Rule
- Eucalyptus castrensis K.D.Hill
- Eucalyptus celastroides Turcz.
- Eucalyptus cephalocarpa Blakely
- Eucalyptus ceracea Brooker & Done
- Eucalyptus cerasiformis Brooker & Blaxell
- Eucalyptus ceratocorys (Blakely) L.A.S.Johnson & K.D.Hill
- Eucalyptus cernua Brooker & Hopper
- Eucalyptus chapmaniana Cameron
- Eucalyptus chartaboma D.Nicolle
- Eucalyptus × chisholmii Maiden & Blakely
- Eucalyptus chloroclada (Blakely) L.A.S.Johnson & K.D.Hill
- Eucalyptus chlorophylla Brooker & Done
- Eucalyptus × chrysantha Blakely & H.Steedman
- Eucalyptus cinerea F.Muell. ex Benth. – eukaliptus popielaty
- Eucalyptus cladocalyx F.Muell.
- Eucalyptus clelandiorum (Maiden) Maiden
- Eucalyptus clivicola Brooker & Hopper
- Eucalyptus cloeziana F.Muell.
- Eucalyptus cneorifolia DC.
- Eucalyptus coccifera Hook.f.
- Eucalyptus codonocarpa Blakely & McKie
- Eucalyptus comitae-vallis Maiden
- Eucalyptus × communalis Brooker & Hopper
- Eucalyptus concinna Maiden & Blakely
- Eucalyptus conferruminata D.J.Carr & S.G.M.Carr
- Eucalyptus conferta Rule
- Eucalyptus confluens W.Fitzg. ex Maiden
- Eucalyptus × congener Maiden & Blakely
- Eucalyptus conglobata (R.Br. ex Benth.) Maiden
- Eucalyptus conglomerata Maiden & Blakely
- Eucalyptus conica H.Deane & Maiden
- Eucalyptus × conjuncta L.A.S.Johnson & K.D.Hill
- Eucalyptus consideniana Maiden
- Eucalyptus conspicua L.A.S.Johnson & K.D.Hill
- Eucalyptus contracta L.A.S.Johnson & K.D.Hill
- Eucalyptus conveniens L.A.S.Johnson & K.D.Hill
- Eucalyptus coolabah Blakely & Jacobs
- Eucalyptus cooperiana F.Muell.
- Eucalyptus copulans L.A.S.Johnson & K.D.Hill
- Eucalyptus cordata Labill.
- Eucalyptus × cordieri Trab.
- Eucalyptus cornuta Labill.
- Eucalyptus coronata C.A.Gardner
- Eucalyptus corrugata Luehm.
- Eucalyptus corticosa L.A.S.Johnson
- Eucalyptus corynodes A.R.Bean & Brooker
- Eucalyptus cosmophylla F.Muell.
- Eucalyptus costuligera L.A.S.Johnson & K.D.Hill
- Eucalyptus × crawfordii Maiden & Blakely
- Eucalyptus crebra F.Muell.
- Eucalyptus crenulata Blakely & Beuzev.
- Eucalyptus creta L.A.S.Johnson & K.D.Hill
- Eucalyptus cretata P.J.Lang & Brooker
- Eucalyptus crispata Brooker & Hopper
- Eucalyptus croajingolensis L.A.S.Johnson & K.D.Hill
- Eucalyptus crucis Maiden
- Eucalyptus cullenii Cambage
- Eucalyptus cunninghamii Sweet
- Eucalyptus cuprea Brooker & Hopper
- Eucalyptus cupularis C.A.Gardner
- Eucalyptus × currabubula Blakely
- Eucalyptus curtisii Blakely & C.T.White
- Eucalyptus cyanoclada Blakely
- Eucalyptus cyanophylla Brooker
- Eucalyptus cyclostoma Brooker
- Eucalyptus cylindriflora Maiden & Blakely
- Eucalyptus cylindrocarpa Blakely
- Eucalyptus cypellocarpa L.A.S.Johnson
- Eucalyptus dalrympleana Maiden
- Eucalyptus dalveenica T.L.Collins, R.L.Andrew & J.J.Bruhl
- Eucalyptus dawsonii R.T.Baker
- Eucalyptus dealbata A.Cunn. ex S.Schauer
- Eucalyptus deanei Maiden
- Eucalyptus decipiens Endl.
- Eucalyptus decolor A.R.Bean & Brooker
- Eucalyptus decorticans (F.M.Bailey) Maiden
- Eucalyptus decurva F.Muell.
- Eucalyptus deflexa Brooker
- Eucalyptus deglupta Blume
- Eucalyptus delegatensis R.T.Baker
- Eucalyptus delicata L.A.S.Johnson & K.D.Hill
- Eucalyptus dendromorpha (Blakely) L.A.S.Johnson & Blaxell
- Eucalyptus densa Brooker & Hopper
- Eucalyptus denticulata I.O.Cook & Ladiges
- Eucalyptus depauperata L.A.S.Johnson & K.D.Hill
- Eucalyptus desmondensis Maiden & Blakely
- Eucalyptus deuaensis Boland & P.M.Gilmour
- Eucalyptus dielsii C.A.Gardner
- Eucalyptus diminuta Brooker & Hopper
- Eucalyptus diptera C.R.P.Andrews
- Eucalyptus disclusa L.A.S.Johnson & Blaxell
- Eucalyptus discreta Brooker
- Eucalyptus dissimulata Brooker
- Eucalyptus distans Brooker, Boland & Kleinig
- Eucalyptus distuberosa D.Nicolle
- Eucalyptus diversicolor F.Muell. – eukaliptus różnobarwny
- Eucalyptus diversifolia Bonpl.
- Eucalyptus dives S.Schauer
- Eucalyptus × dixsonii N.A.Wakef.
- Eucalyptus dolichocera L.A.S.Johnson & K.D.Hill
- Eucalyptus dolichorhyncha (Brooker) Brooker & Hopper
- Eucalyptus dolorosa Brooker & Hopper
- Eucalyptus doratoxylon F.Muell.
- Eucalyptus × dorisiana Blakely
- Eucalyptus dorrienii Domin
- Eucalyptus dorrigoensis (Blakely) L.A.S.Johnson & K.D.Hill
- Eucalyptus drepanophylla F.Muell. ex Benth.
- Eucalyptus drummondii Benth.
- Eucalyptus dumosa A.Cunn. ex Oxley
- Eucalyptus dundasii Maiden
- Eucalyptus dunnii Maiden
- Eucalyptus dura L.A.S.Johnson & K.D.Hill
- Eucalyptus dwyeri Maiden & Blakely
- Eucalyptus ebbanoensis Maiden
- Eucalyptus ecostata (Maiden) D.Nicolle & M.E.French
- Eucalyptus × ednaeana Blakely
- Eucalyptus educta L.A.S.Johnson & K.D.Hill
- Eucalyptus effusa Brooker
- Eucalyptus elaeophloia Chappill, Crisp & Prober
- Eucalyptus elata Dehnh.
- Eucalyptus elegans A.R.Bean
- Eucalyptus elliptica (Blakely & McKie) L.A.S.Johnson & K.D.Hill
- Eucalyptus epruinata L.A.S.Johnson & K.D.Hill
- Eucalyptus erectifolia Brooker & Hopper
- Eucalyptus eremicola Boomsma
- Eucalyptus eremophila (Diels) Maiden
- Eucalyptus erosa A.R.Bean
- Eucalyptus × erythrandra Blakely & H.Steedman
- Eucalyptus erythrocorys F.Muell.
- Eucalyptus erythronema Turcz.
- Eucalyptus eudesmioides F.Muell.
- Eucalyptus eugenioides Sieber ex Spreng.
- Eucalyptus ewartiana Maiden
- Eucalyptus exigua Brooker & Hopper
- Eucalyptus exilipes Brooker & A.R.Bean
- Eucalyptus exilis Brooker
- Eucalyptus expressa S.A.J.Bell & D.Nicolle
- Eucalyptus exserta F.Muell.
- Eucalyptus extensa L.A.S.Johnson & K.D.Hill
- Eucalyptus extrica D.Nicolle
- Eucalyptus falcata Turcz.
- Eucalyptus falciformis (Newnham, Ladiges & Whiffin) Rule
- Eucalyptus famelica Brooker & Hopper
- Eucalyptus farinosa K.D.Hill
- Eucalyptus fasciculosa F.Muell.
- Eucalyptus fastigata H.Deane & Maiden
- Eucalyptus fibrosa F.Muell.
- Eucalyptus filiformis Rule
- Eucalyptus fitzgeraldii Blakely
- Eucalyptus flavida Brooker & Hopper
- Eucalyptus flindersii Boomsma
- Eucalyptus flocktoniae (Maiden) Maiden
- Eucalyptus foecunda S.Schauer
- Eucalyptus foliosa L.A.S.Johnson & K.D.Hill
- Eucalyptus formanii C.A.Gardner
- Eucalyptus forresterae Molyneux & Rule
- Eucalyptus forrestiana Diels
- Eucalyptus × forthiana Blakely
- Eucalyptus fracta K.D.Hill
- Eucalyptus fraseri (Brooker) Brooker
- Eucalyptus fraxinoides H.Deane & Maiden
- Eucalyptus frenchiana D.Nicolle
- Eucalyptus froggattii Blakely
- Eucalyptus fruticosa Brooker
- Eucalyptus fulgens Rule
- Eucalyptus fusiformis Boland & Kleinig
- Eucalyptus gamophylla F.Muell.
- Eucalyptus gardneri Maiden
- Eucalyptus georgei Brooker & Blaxell
- Eucalyptus gigantangion L.A.S.Johnson & K.D.Hill
- Eucalyptus gillenii Ewart & L.R.Kerr
- Eucalyptus gillii Maiden
- Eucalyptus gittinsii Brooker & Blaxell
- Eucalyptus glaucescens Maiden & Blakely
- Eucalyptus glaucina (Blakely) L.A.S.Johnson
- Eucalyptus globoidea Blakely
- Eucalyptus globulus Labill. – eukaliptus gałkowy, właściwy
- Eucalyptus glomericassis L.A.S.Johnson & K.D.Hill
- Eucalyptus glomerosa Brooker & Hopper
- Eucalyptus gomphocephala A.Cunn. ex DC.
- Eucalyptus gongylocarpa Blakely
- Eucalyptus goniantha Turcz.
- Eucalyptus goniocalyx F.Muell. ex Miq.
- Eucalyptus goniocarpa L.A.S.Johnson & K.D.Hill
- Eucalyptus gracilis F.Muell.
- Eucalyptus grandis W.Hill ex Maiden – eukaliptus wielki
- Eucalyptus granitica L.A.S.Johnson & K.D.Hill
- Eucalyptus gratiae (Brooker) L.A.S.Johnson & K.D.Hill
- Eucalyptus gregoriensis N.G.Walsh & Albr.
- Eucalyptus gregsoniana L.A.S.Johnson & Blaxell
- Eucalyptus griffithsii Maiden
- Eucalyptus grisea L.A.S.Johnson & K.D.Hill
- Eucalyptus grossa F.Muell. ex Benth.
- Eucalyptus grossifolia L.A.S.Johnson & K.D.Hill
- Eucalyptus guilfoylei Maiden
- Eucalyptus gunnii Hook.f. – eukaliptus Gunna
- Eucalyptus gymnoteles L.A.S.Johnson & K.D.Hill
- Eucalyptus gypsophila Nicolle
- Eucalyptus haemastoma Sm.
- Eucalyptus hallii Brooker
- Eucalyptus halophila D.J.Carr & S.G.M.Carr
- Eucalyptus hawkeri Rule
- Eucalyptus hebetifolia Brooker & Hopper
- Eucalyptus helenae L.A.S.Johnson & K.D.Hill
- Eucalyptus helidonica K.D.Hill
- Eucalyptus herbertiana Maiden
- Eucalyptus histophylla Brooker & Hopper
- Eucalyptus horistes L.A.S.Johnson & K.D.Hill
- Eucalyptus houseana W.Fitzg. ex Maiden
- Eucalyptus howittiana F.Muell.
- Eucalyptus × hybrida Maiden
- Eucalyptus hypolaena L.A.S.Johnson & K.D.Hill
- Eucalyptus hypostomatica L.A.S.Johnson & K.D.Hill
- Eucalyptus ignorabilis L.A.S.Johnson & K.D.Hill
- Eucalyptus imitans L.A.S.Johnson & K.D.Hill
- Eucalyptus imlayensis Crisp & Brooker
- Eucalyptus impensa Brooker & Hopper
- Eucalyptus improcera (Brooker & Hopper) D.Nicolle & M.E.French
- Eucalyptus incerata Brooker & Hopper
- Eucalyptus incrassata Labill.
- Eucalyptus indurata Brooker & Hopper
- Eucalyptus infera A.R.Bean
- Eucalyptus infracorticata L.A.S.Johnson & K.D.Hill
- Eucalyptus insularis Brooker
- Eucalyptus interstans L.A.S.Johnson & K.D.Hill
- Eucalyptus intertexta R.T.Baker
- Eucalyptus × intrasilvatica L.A.S.Johnson & K.D.Hill
- Eucalyptus × irbyi R.T.Baker & H.F.Sm.
- Eucalyptus irritans L.A.S.Johnson & K.D.Hill
- Eucalyptus jacksonii Maiden
- Eucalyptus jensenii Maiden
- Eucalyptus jimberlanica L.A.S.Johnson & K.D.Hill
- Eucalyptus johnsoniana Brooker & Blaxell
- Eucalyptus johnstonii Maiden
- Eucalyptus × joyceae Blakely
- Eucalyptus jucunda C.A.Gardner
- Eucalyptus jutsonii Maiden
- Eucalyptus kabiana L.A.S.Johnson & K.D.Hill
- Eucalyptus × kalangadooensis Maiden & Blakely
- Eucalyptus × kalganensis Maiden
- Eucalyptus kartzoffiana L.A.S.Johnson & Blaxell
- Eucalyptus kenneallyi K.D.Hill & L.A.S.Johnson
- Eucalyptus kessellii Maiden & Blakely
- Eucalyptus kingsmillii (Maiden) Maiden & Blakely
- Eucalyptus × kirtoniana F.Muell.
- Eucalyptus kitsoniana Maiden
- Eucalyptus kochii Maiden & Blakely
- Eucalyptus kondininensis Maiden & Blakely
- Eucalyptus koolpinensis Brooker & Dunlop
- Eucalyptus kruseana F.Muell.
- Eucalyptus kumarlensis Brooker
- Eucalyptus kybeanensis Maiden & Cambage
- Eucalyptus lacrimans L.A.S.Johnson & K.D.Hill
- Eucalyptus laeliae Podger & Chippend.
- Eucalyptus laevis L.A.S.Johnson & K.D.Hill
- Eucalyptus laevopinea R.T.Baker
- Eucalyptus lane-poolei Maiden
- Eucalyptus langleyi L.A.S.Johnson & Blaxell
- Eucalyptus lansdowneana F.Muell. & J.E.Br.
- Eucalyptus largeana Blakely & Beuzev.
- Eucalyptus × laseronii R.T.Baker
- Eucalyptus latens Brooker
- Eucalyptus lateritica Brooker & Hopper
- Eucalyptus latisinensis K.D.Hill
- Eucalyptus lehmannii (Schauer) Benth.
- Eucalyptus leprophloia Brooker & Hopper
- Eucalyptus leptocalyx Blakely
- Eucalyptus × leptocarpa Blakely
- Eucalyptus leptophleba F.Muell.
- Eucalyptus leptophylla F.Muell. ex Miq.
- Eucalyptus leptopoda Benth.
- Eucalyptus lesouefii Maiden
- Eucalyptus leucophloia Brooker
- Eucalyptus leucoxylon F.Muell.
- Eucalyptus ligulata Brooker
- Eucalyptus ligustrina DC.
- Eucalyptus limitaris L.A.S.Johnson & K.D.Hill
- Eucalyptus lirata W.Fitzg. ex Maiden
- Eucalyptus litoralis Rule
- Eucalyptus litorea Brooker & Hopper
- Eucalyptus livida Brooker & Hopper
- Eucalyptus lockyeri Blaxell & K.D.Hill
- Eucalyptus longicornis (F.Muell.) Maiden
- Eucalyptus longifolia Link
- Eucalyptus longirostrata (Blakely) L.A.S.Johnson & K.D.Hill
- Eucalyptus longissima D.Nicolle
- Eucalyptus loxophleba Benth.
- Eucalyptus lucasii Blakely
- Eucalyptus lucens Brooker & Dunlop
- Eucalyptus luculenta L.A.S.Johnson & K.D.Hill
- Eucalyptus luehmanniana F.Muell.
- Eucalyptus luteola Brooker & Hopper
- Eucalyptus macarthurii H.Deane & Maiden
- Eucalyptus mackintii Kottek
- Eucalyptus mackintyi Kottek
- Eucalyptus macmahonii Rule
- Eucalyptus macrandra F.Muell. ex Benth.
- Eucalyptus macrocarpa Hook.
- Eucalyptus macrorhyncha F.Muell. ex Benth.
- Eucalyptus macta L.A.S.Johnson & K.D.Hill
- Eucalyptus magnificata L.A.S.Johnson & K.D.Hill
- Eucalyptus major (Maiden) Blakely
- Eucalyptus malacoxylon Blakely
- Eucalyptus mannensis Boomsma
- Eucalyptus mannifera Mudie
- Eucalyptus marginata Donn ex Sm.
- Eucalyptus × marsdenii E.C.Hall
- Eucalyptus mckieana Blakely
- Eucalyptus mcquoidii Brooker & Hopper
- Eucalyptus medialis Brooker & Hopper
- Eucalyptus mediocris L.A.S.Johnson & K.D.Hill
- Eucalyptus megacarpa F.Muell.
- Eucalyptus megacornuta C.A.Gardner
- Eucalyptus megasepala A.R.Bean
- Eucalyptus melanoleuca S.T.Blake
- Eucalyptus melanophitra Brooker & Hopper
- Eucalyptus melanophloia F.Muell.
- Eucalyptus melanoxylon Maiden
- Eucalyptus melliodora A.Cunn. ex S.Schauer
- Eucalyptus mensalis L.A.S.Johnson & K.D.Hill
- Eucalyptus merrickiae Maiden & Blakely
- Eucalyptus michaeliana Blakely
- Eucalyptus micranthera F.Muell. ex Benth.
- Eucalyptus microcarpa (Maiden) Maiden
- Eucalyptus microcorys F.Muell. – eukaliptus drobnohełmiasty
- Eucalyptus microneura Maiden & Blakely
- Eucalyptus microschema Brooker & Hopper
- Eucalyptus microtheca F.Muell.
- Eucalyptus mimica Brooker & Hopper
- Eucalyptus miniata A.Cunn. ex S.Schauer
- Eucalyptus minniritchi D.Nicolle
- Eucalyptus misella L.A.S.Johnson & K.D.Hill
- Eucalyptus × missilis Brooker & Hopper
- Eucalyptus mitchelliana Cambage
- Eucalyptus moderata L.A.S.Johnson & K.D.Hill
- Eucalyptus moluccana Roxb.
- Eucalyptus molyneuxii Rule
- Eucalyptus × montana (H.Deane & Maiden) Blakely
- Eucalyptus montivaga A.R.Bean
- Eucalyptus mooreana Maiden
- Eucalyptus moorei Maiden & Cambage
- Eucalyptus morrisbyi Brett
- Eucalyptus morrisii R.T.Baker
- Eucalyptus muelleriana A.W.Howitt
- Eucalyptus multicaulis Blakely
- Eucalyptus × mundijongensis Maiden
- Eucalyptus × murphyi Maiden & Blakely
- Eucalyptus myriadena Brooker
- Eucalyptus nandewarica L.A.S.Johnson & K.D.Hill
- Eucalyptus nebulosa A.M.Gray
- Eucalyptus neglecta Maiden
- Eucalyptus × nepeanensis R.T.Baker & H.G.Sm.
- Eucalyptus neutra D.Nicolle
- Eucalyptus newbeyi D.J.Carr & S.G.M.Carr
- Eucalyptus nicholii Maiden & Blakely
- Eucalyptus nigra R.T.Baker
- Eucalyptus nigrifunda Brooker & Hopper
- Eucalyptus nitens (H.Deane & Maiden) Maiden
- Eucalyptus nitida Hook.f.
- Eucalyptus nobilis L.A.S.Johnson & K.D.Hill
- Eucalyptus normantonensis Maiden & Cambage
- Eucalyptus nortonii (Blakely) L.A.S.Johnson
- Eucalyptus notabilis Maiden
- Eucalyptus notactites (L.A.S.Johnson & K.D.Hill) D.Nicolle & M.E.French
- Eucalyptus nova-anglica H.Deane & Maiden
- Eucalyptus nudicaulis A.R.Bean
- Eucalyptus nutans F.Muell.
- Eucalyptus obconica Brooker & Kleinig
- Eucalyptus obesa Brooker & Hopper
- Eucalyptus obliqua L'Hér.
- Eucalyptus oblonga A.Cunn. ex DC.
- Eucalyptus obtusiflora DC.
- Eucalyptus occidentalis Endl. – eukaliptus zachodni
- Eucalyptus ochrophloia F.Muell.
- Eucalyptus odontocarpa F.Muell.
- Eucalyptus odorata Behr
- Eucalyptus oldfieldii F.Muell.
- Eucalyptus oleosa F.Muell. ex Miq.
- Eucalyptus olida L.A.S.Johnson & K.D.Hill
- Eucalyptus oligantha S.Schauer
- Eucalyptus olivina Brooker & Hopper
- Eucalyptus olsenii L.A.S.Johnson & Blaxell
- Eucalyptus ophitica L.A.S.Johnson & K.D.Hill
- Eucalyptus opimiflora D.Nicolle & M.E.French
- Eucalyptus optima L.A.S.Johnson & K.D.Hill
- Eucalyptus oraria L.A.S.Johnson
- Eucalyptus orbifolia F.Muell.
- Eucalyptus ordiana Dunlop & Done
- Eucalyptus oreades R.T.Baker
- Eucalyptus orgadophila Maiden & Blakely
- Eucalyptus ornans Molyneux & Rule
- Eucalyptus ornata Crisp
- Eucalyptus orophila L.D.Pryor
- Eucalyptus orthostemon D.Nicolle & Brooker
- Eucalyptus ovata Labill.
- Eucalyptus × oviformis Maiden & Blakely
- Eucalyptus ovularis Maiden & Blakely
- Eucalyptus oxymitra Blakely
- Eucalyptus × oxypoma Blakely
- Eucalyptus pachycalyx Maiden & Blakely
- Eucalyptus pachyloma Benth.
- Eucalyptus pachyphylla F.Muell.
- Eucalyptus paedoglauca L.A.S.Johnson & Blaxell
- Eucalyptus paliformis L.A.S.Johnson & Blaxell
- Eucalyptus pallida L.A.S.Johnson & K.D.Hill
- Eucalyptus paludicola Nicolle
- Eucalyptus panda S.T.Blake
- Eucalyptus paniculata Sm. – eukaliptus wiechowaty
- Eucalyptus pantoleuca L.A.S.Johnson & K.D.Hill
- Eucalyptus paralimnetica L.A.S.Johnson & K.D.Hill
- Eucalyptus parramattensis E.C.Hall
- Eucalyptus parvula L.A.S.Johnson & K.D.Hill
- Eucalyptus patellaris F.Muell.
- Eucalyptus patens Benth.
- Eucalyptus pauciflora Sieber ex Spreng.
- Eucalyptus × peacockeana Maiden
- Eucalyptus pellita F.Muell.
- Eucalyptus pendens Brooker
- Eucalyptus peninsularis D.Nicolle
- Eucalyptus × penrithensis Maiden
- Eucalyptus perangusta Brooker
- Eucalyptus percostata Brooker & P.J.Lang
- Eucalyptus perriniana F.Muell. ex Rodway
- Eucalyptus persistens L.A.S.Johnson & K.D.Hill
- Eucalyptus petiolaris D.Nicolle
- Eucalyptus petraea D.J.Carr & S.G.M.Carr
- Eucalyptus petrensis Brooker & Hopper
- Eucalyptus × petrophila Blakely
- Eucalyptus phaenophylla Brooker & Hopper
- Eucalyptus phenax Brooker & Slee
- Eucalyptus phoenicea F.Muell.
- Eucalyptus phoenix Molyneux & Forrester
- Eucalyptus × phylacis L.A.S.Johnson & K.D.Hill
- Eucalyptus pilbarensis Brooker & Edgecombe
- Eucalyptus pileata Blakely
- Eucalyptus pilularis Sm.
- Eucalyptus pimpiniana Maiden
- Eucalyptus piperita J.White
- Eucalyptus placita L.A.S.Johnson & K.D.Hill
- Eucalyptus planchoniana F.Muell.
- Eucalyptus planipes L.A.S.Johnson & K.D.Hill
- Eucalyptus platycorys Maiden & Blakely
- Eucalyptus platydisca D.Nicolle & Brooker
- Eucalyptus platyphylla F.Muell.
- Eucalyptus platypus Hook.
- Eucalyptus plenissima (C.A.Gardner) Brooker
- Eucalyptus pleurocarpa S.Schauer
- Eucalyptus pleurocorys L.A.S.Johnson & K.D.Hill
- Eucalyptus polita Brooker & Hopper
- Eucalyptus polyanthemos S.Schauer
- Eucalyptus polybractea R.T.Baker
- Eucalyptus populnea F.Muell.
- Eucalyptus porosa F.Muell. ex Miq.
- Eucalyptus portuensis K.D.Hill
- Eucalyptus praetermissa Brooker & Hopper
- Eucalyptus prava L.A.S.Johnson & K.D.Hill
- Eucalyptus preissiana S.Schauer
- Eucalyptus prolixa D.Nicolle
- Eucalyptus prominens Brooker
- Eucalyptus propinqua H.Deane & Maiden
- Eucalyptus protensa L.A.S.Johnson & K.D.Hill
- Eucalyptus provecta A.R.Bean
- Eucalyptus proxima D.Nicolle & Brooker
- Eucalyptus pruiniramis L.A.S.Johnson & K.D.Hill
- Eucalyptus pruinosa S.Schauer
- Eucalyptus psammitica L.A.S.Johnson & K.D.Hill
- Eucalyptus × pseudopiperita Maiden & Blakely
- Eucalyptus pterocarpa C.A.Gardner ex P.J.Lang
- Eucalyptus pulchella Desf.
- Eucalyptus pulverulenta Sims
- Eucalyptus pumila Cambage
- Eucalyptus punctata DC.
- Eucalyptus purpurata D.Nicolle
- Eucalyptus × pygmaea Blakely
- Eucalyptus pyrenea Rule
- Eucalyptus pyriformis Turcz.
- Eucalyptus pyrocarpa L.A.S.Johnson & Blaxell
- Eucalyptus quadrangulata H.Deane & Maiden
- Eucalyptus quadrans Brooker & Hopper
- Eucalyptus quadricostata Brooker
- Eucalyptus quaerenda (L.A.S.Johnson & K.D.Hill) Byrne
- Eucalyptus quinniorum J.T.Hunter & J.J.Bruhl
- Eucalyptus racemosa Cav.
- Eucalyptus radiata Sieber ex DC.
- Eucalyptus rameliana F.Muell.
- Eucalyptus × rariflora F.M.Bailey
- Eucalyptus ravensthorpensis (Brooker & Hopper) Gosper & Hopper
- Eucalyptus raveretiana F.Muell.
- Eucalyptus ravida L.A.S.Johnson & K.D.Hill
- Eucalyptus recta L.A.S.Johnson & K.D.Hill
- Eucalyptus recurva Crisp
- Eucalyptus redimiculifera L.A.S.Johnson & K.D.Hill
- Eucalyptus reducta L.A.S.Johnson & K.D.Hill
- Eucalyptus redunca S.Schauer
- Eucalyptus regnans F.Muell.
- Eucalyptus relicta Hopper & Ward.-Johnson
- Eucalyptus remota Blakely
- Eucalyptus repullulans Nicolle
- Eucalyptus resinifera J.White
- Eucalyptus retinens L.A.S.Johnson & K.D.Hill
- Eucalyptus retusa D.Nicolle, M.E.French & McQuoid
- Eucalyptus revelata D.Nicolle & R.L.Barrett
- Eucalyptus rhodantha Blakely & H.Steedman
- Eucalyptus rhombica A.R.Bean & Brooker
- Eucalyptus rhomboidea Hopper & D.Nicolle
- Eucalyptus rigens Brooker & Hopper
- Eucalyptus × rigescens Blakely
- Eucalyptus rigidula Cambage & Blakely
- Eucalyptus risdonii Hook.f.
- Eucalyptus × rivularis Blakely
- Eucalyptus × robsonae Blakely & McKie
- Eucalyptus robusta Sm. – eukaliptus mocny
- Eucalyptus rodwayi R.T.Baker & H.G.Sm.
- Eucalyptus rosacea L.A.S.Johnson & K.D.Hill
- Eucalyptus rossii R.T.Baker & H.G.Sm.
- Eucalyptus rowleyi D.Nicolle & M.E.French
- Eucalyptus roycei S.G.M.Carr, D.J.Carr & A.S.George
- Eucalyptus rubida H.Deane & Maiden
- Eucalyptus rubiginosa Brooker
- Eucalyptus rudderi Maiden
- Eucalyptus rudis Endl.
- Eucalyptus rugosa R.Br. ex Blakely
- Eucalyptus rugulata D.Nicolle
- Eucalyptus rummeryi Maiden
- Eucalyptus rupestris Brooker & Done
- Eucalyptus sabulosa Rule
- Eucalyptus salicola Brooker
- Eucalyptus saligna Sm. – eukaliptus wierzbowaty
- Eucalyptus salmonophloia F.Muell.
- Eucalyptus salubris F.Muell.
- Eucalyptus sargentii Maiden
- Eucalyptus saxatilis J.B.Kirkp. & Brooker
- Eucalyptus saxicola J.T.Hunter
- Eucalyptus scias L.A.S.Johnson & K.D.Hill
- Eucalyptus scoparia Maiden
- Eucalyptus scopulorum K.D.Hill
- Eucalyptus scyphocalyx (F.Muell. ex Benth.) Maiden & Blakely
- Eucalyptus seeana Maiden
- Eucalyptus selachiana L.A.S.Johnson & K.D.Hill
- Eucalyptus semiglobosa (Brooker) L.A.S.Johnson & K.D.Hill
- Eucalyptus semota Macph. & Grayling
- Eucalyptus sepulcralis F.Muell.
- Eucalyptus serraensis Ladiges & Whiffin
- Eucalyptus sessilis (Maiden) Blakely
- Eucalyptus sheathiana Maiden
- Eucalyptus shirleyi Maiden
- Eucalyptus sicilifolia L.A.S.Johnson & K.D.Hill
- Eucalyptus siderophloia Benth.
- Eucalyptus sideroxylon A.Cunn. ex Woolls
- Eucalyptus sieberi L.A.S.Johnson
- Eucalyptus silvestris Rule
- Eucalyptus similis Maiden
- Eucalyptus singularis L.A.S.Johnson & Blaxell
- Eucalyptus sinuosa D.Nicolle, M.E.French & McQuoid
- Eucalyptus smithii R.T.Baker
- Eucalyptus socialis F.Muell. ex Miq.
- Eucalyptus sparsa Boomsma
- Eucalyptus sparsicoma Brooker & Hopper
- Eucalyptus sparsifolia Blakely
- Eucalyptus spathulata Hook.
- Eucalyptus sphaerocarpa L.A.S.Johnson & Blaxell
- Eucalyptus splendens Rule
- Eucalyptus sporadica Brooker & Hopper
- Eucalyptus spreta L.A.S.Johnson & K.D.Hill
- Eucalyptus squamosa H.Deane & Maiden
- Eucalyptus staeri (Maiden) Maiden ex Kessell & C.A.Gardner
- Eucalyptus staigeriana F.Muell. ex F.M.Bailey
- Eucalyptus stannicola L.A.S.Johnson & K.D.Hill
- Eucalyptus steedmanii C.A.Gardner
- Eucalyptus × stellaris Blakely
- Eucalyptus stellulata Sieber ex DC.
- Eucalyptus stenostoma L.A.S.Johnson & Blaxell
- Eucalyptus × stoataptera E.M.Benn.
- Eucalyptus stoatei C.A.Gardner
- Eucalyptus × stopfordii Maiden
- Eucalyptus stowardii Maiden
- Eucalyptus striaticalyx W.Fitzg.
- Eucalyptus stricklandii Maiden
- Eucalyptus stricta Sieber ex Spreng.
- Eucalyptus strzeleckii Rule
- Eucalyptus × studleyensis Maiden
- Eucalyptus sturgissiana L.A.S.Johnson & Blaxell
- Eucalyptus subangusta (Blakely) Brooker & Hopper
- Eucalyptus subcrenulata Maiden & Blakely
- Eucalyptus suberea Brooker & Hopper
- Eucalyptus sublucida L.A.S.Johnson & K.D.Hill
- Eucalyptus subtilis Brooker & Hopper
- Eucalyptus × subviridis Maiden & Blakely
- Eucalyptus suffulgens L.A.S.Johnson & K.D.Hill
- Eucalyptus suggrandis L.A.S.Johnson & K.D.Hill
- Eucalyptus surgens Brooker & Hopper
- Eucalyptus sweedmaniana Hopper & McQuoid
- Eucalyptus synandra Crisp
- Eucalyptus × taeniola R.T.Baker & H.G.Sm.
- Eucalyptus talyuberlup D.J.Carr & S.G.M.Carr
- Eucalyptus tardecidens (L.A.S.Johnson & K.D.Hill) A.R.Bean
- Eucalyptus taurina A.R.Bean & Brooker
- Eucalyptus × taylorii Maiden
- Eucalyptus tectifica F.Muell.
- Eucalyptus tenella L.A.S.Johnson & K.D.Hill
- Eucalyptus tenera L.A.S.Johnson & K.D.Hill
- Eucalyptus tenuipes (Maiden & Blakely) Blakely & C.T.White
- Eucalyptus tenuiramis Miq.
- Eucalyptus tenuis Brooker & Hopper
- Eucalyptus tephroclada L.A.S.Johnson & K.D.Hill
- Eucalyptus tephrodes L.A.S.Johnson & K.D.Hill
- Eucalyptus × tephrophloia Blakely
- Eucalyptus terebra L.A.S.Johnson & K.D.Hill
- Eucalyptus tereticornis Sm. – eukaliptus gruborogi
- Eucalyptus terrica A.R.Bean
- Eucalyptus × tetragona (R.Br.) F.Muell.
- Eucalyptus tetrapleura L.A.S.Johnson
- Eucalyptus tetraptera Turcz.
- Eucalyptus tetrodonta F.Muell.
- Eucalyptus thamnoides Brooker & Hopper
- Eucalyptus tholiformis A.R.Bean & Brooker
- Eucalyptus thozetiana F.Muell. ex R.T.Baker
- Eucalyptus tindaliae Blakely
- Eucalyptus × tinghaensis Blakely & McKie
- Eucalyptus tintinnans (Blakely & Jacobs) L.A.S.Johnson & K.D.Hill
- Eucalyptus todtiana F.Muell.
- Eucalyptus torquata Luehm.
- Eucalyptus tortilis L.A.S.Johnson & K.D.Hill
- Eucalyptus trachybasis L.A.S.Johnson & K.D.Hill
- Eucalyptus transcontinentalis Maiden
- Eucalyptus tricarpa (L.A.S.Johnson) L.A.S.Johnson & K.D.Hill
- Eucalyptus triflora (Maiden) Blakely
- Eucalyptus trivalva Blakely
- Eucalyptus tumida Brooker & Hopper
- Eucalyptus ultima L.A.S.Johnson & K.D.Hill
- Eucalyptus umbra R.T.Baker
- Eucalyptus umbrawarrensis Maiden
- Eucalyptus uncinata Turcz.
- Eucalyptus × unialata R.T.Baker & H.G.Sm.
- Eucalyptus urna D.Nicolle
- Eucalyptus urnigera Hook.f.
- Eucalyptus urophylla S.T.Blake
- Eucalyptus utilis Brooker & Hopper
- Eucalyptus uvida K.D.Hill
- Eucalyptus valens L.A.S.Johnson & K.D.Hill
- Eucalyptus varia Brooker & Hopper
- Eucalyptus vegrandis L.A.S.Johnson & K.D.Hill
- Eucalyptus vernicosa Hook.f.
- Eucalyptus verrucata Ladiges & Whiffin
- Eucalyptus vesiculosa Brooker & Hopper
- Eucalyptus vicina L.A.S.Johnson & K.D.Hill
- Eucalyptus victoriana Ladiges & Whiffin
- Eucalyptus victrix L.A.S.Johnson & K.D.Hill
- Eucalyptus viminalis Labill. – eukaliptus rózgowaty
- Eucalyptus virella (Brooker) D.Nicolle & M.E.French
- Eucalyptus virens Brooker & A.R.Bean
- Eucalyptus × virgata Sieber ex DC.
- Eucalyptus virginea Hopper & Ward.-Johnson
- Eucalyptus viridis R.T.Baker
- Eucalyptus × vitrea R.T.Baker
- Eucalyptus vittata D.Nicolle
- Eucalyptus vokesensis D.Nicolle & L.A.S.Johnson & K.D.Hill
- Eucalyptus volcanica L.A.S.Johnson & K.D.Hill
- Eucalyptus walshii Rule
- Eucalyptus wandoo Blakely
- Eucalyptus × wardii Blakely
- Eucalyptus websteriana Maiden
- Eucalyptus × westonii Maiden & Blakely
- Eucalyptus wetarensis L.D.Pryor
- Eucalyptus whitei Maiden & Blakely
- Eucalyptus wilcoxii Boland & Kleinig
- Eucalyptus williamsiana L.A.S.Johnson & K.D.Hill
- Eucalyptus willisii Ladiges, Humphries & Brooker
- Eucalyptus wimmerensis Rule
- Eucalyptus woodwardii Maiden
- Eucalyptus woollsiana R.T.Baker
- Eucalyptus wubinensis L.A.S.Johnson & K.D.Hill
- Eucalyptus wyolensis Boomsma
- Eucalyptus xanthoclada Brooker & A.R.Bean
- Eucalyptus xanthonema Turcz.
- Eucalyptus xerothermica L.A.S.Johnson & K.D.Hill
- Eucalyptus × yagobiei Maiden
- Eucalyptus yalatensis Boomsma
- Eucalyptus yarraensis Maiden & Cambage
- Eucalyptus yarriambiack Rule
- Eucalyptus yilgarnensis (Maiden) Brooker
- Eucalyptus youmanii Blakely & McKie
- Eucalyptus youngiana F.Muell.
- Eucalyptus yumbarrana Boomsma
- Eucalyptus zopherophloia Brooker & Hopper